# Тайванська кухня
Тайванська кухня (臺灣料理; Táiwān liàolǐ; Tâi-oân liāu-lí, Bopomofo: ㄊㄞˊㄨㄢˉㄌㄧㄠˋㄌㄧˇ, чи кит. трад.: 臺灣菜; піньїнь: Táiwāncài; певедзі: Tâi-oân-chhài, Bopomofo: ㄊㄞˊㄨㄢˉㄘㄞˋ) — це популярний стиль їжі з кількома варіаціями, зокрема китайською та корінними народами Тайваню, з найдавнішими кухнями, відомими як місцеві. Маючи понад сто років історичного розвитку, основна тайванська кухня зазнала впливу кухні хакка, кухні вайшенгренів (народів інших провінцій), японської та американської кухонь, причому кухня півдня Фуцзянь справила найсильніший вплив.

## Історія

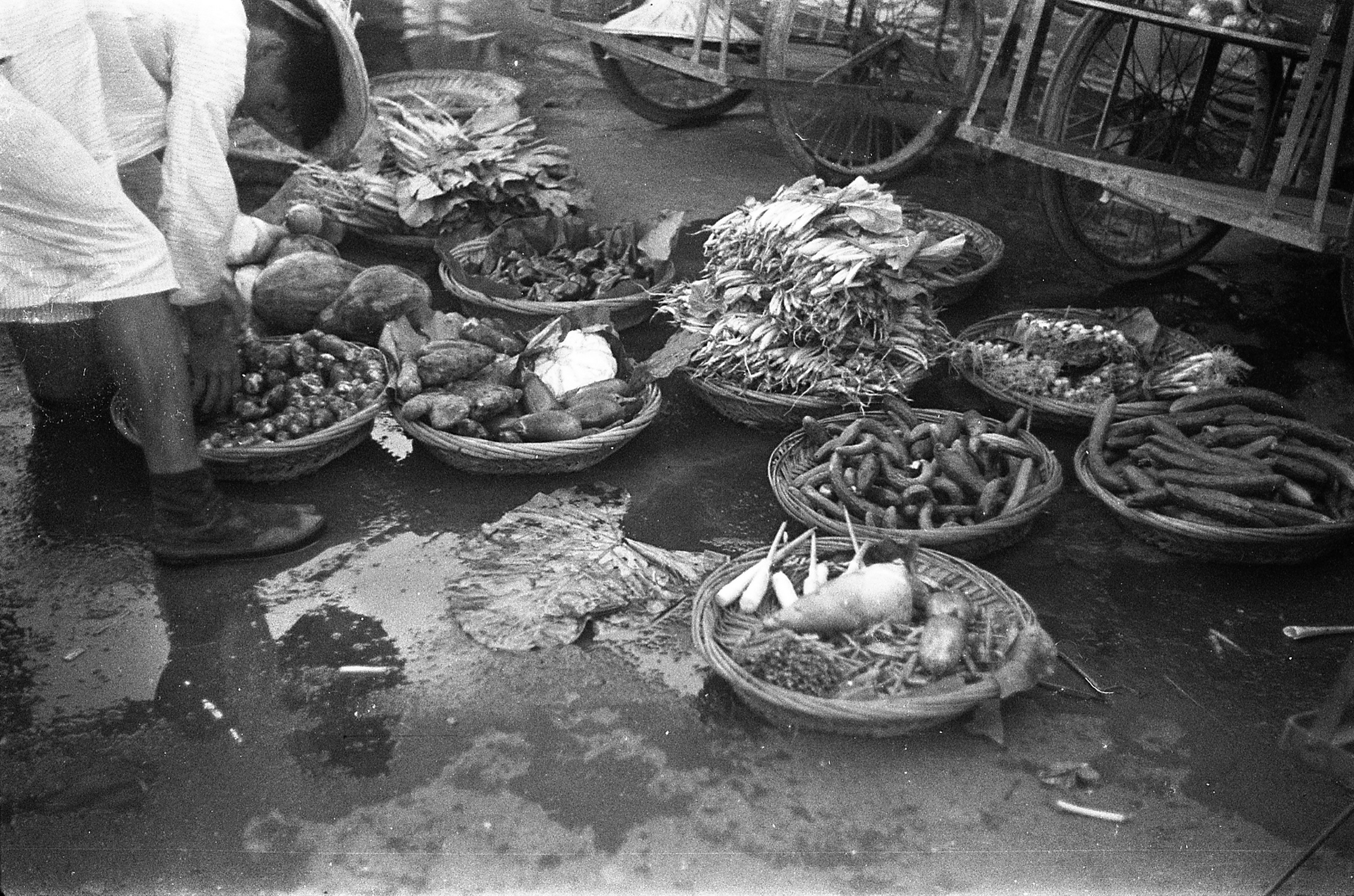
На фруктово-овочевому ринку в префектурі Тайхоку (нині Тайбей) 1938—1942.

За словами Кеті Хуей-вен Хунг, «історія тайванської кухні така ж темна, як і політика Тайваню». Це пояснюється тим, що тайванська кухня тісно пов'язана з моделями міграції та колонізації. Місцева та міжнародна кухня Тайваню, включно з її історією, є політично суперечливою темою. Складна та різноманітна самобутність Тайваню ускладнює визначення тайванської кухні. Напружені політичні відносини між Тайванем і Китаєм також ускладнюють історію.
Історія тайванської кухні почалася з кухні корінних народів островів Тайвань. У 16 столітті громади фуцзяньців і хакка іммігрували на Тайвань і привезли з собою свою кухню. Через цю частину своєї спадщини тайванську кухню часто неправильно представляють як частину регіональної китайської кухні. Ранні європейські впливи походили від голландців, іспанців та португальців.
Через період японського правління на тайванську кухню також сильно вплинули японські васоку та йосьоку. За часів японського правління японські страви та харчові шляхи, такі як бенто, сашимі, рисові кульки та суп місо, були введені в тайванську кухню.
Після Другої світової війни відступ Гоміндану на Тайвань приніс багато китайських кухонь за межі провінції Фуцзянь або Південно-Східного Китаю. Після цього страви з усього материкового Китаю, особливо з провінцій Гуандун, Чаошань, Шанхай, Сичуань і Пекін, можна було легко знайти на Тайвані.
За словами тайванського шеф-кухаря Фу Пей Мея, на Тайвані належним чином зберегли автентичні китайські кулінарні традиції. Ця претензія на автентичність, поширена серед покоління Фу, була частково зумовлена китайськими націоналістичними політичними посланнями Гоміньдану, які виходили далеко за межі кухні. Автентичність регіональної китайської кухні на Тайвані була поставлена під сумнів.
У 2002 році вступ Тайваню до Світової організації торгівлі змусив тайванських фермерів конкурувати з глобальними ринками. Багато хто відповів переходом від основних культур до високоякісних і нішевих продуктів переважно для місцевого споживання. Агротуризм також отримав більш широке поширення, коли відвідувачів ферм часто обслуговували та/або навчали готувати страви з продуктів з ферм.
На початку 21 століття ідеї сталого розвитку та місцевої їжі стали більш помітними в тайванських кулінарних і сільськогосподарських колах. Підвищений наголос був зроблений на розумінні історії їжі, а також на включенні місцевих страв в основну тайванську кухню.

### Інгредієнти та культура

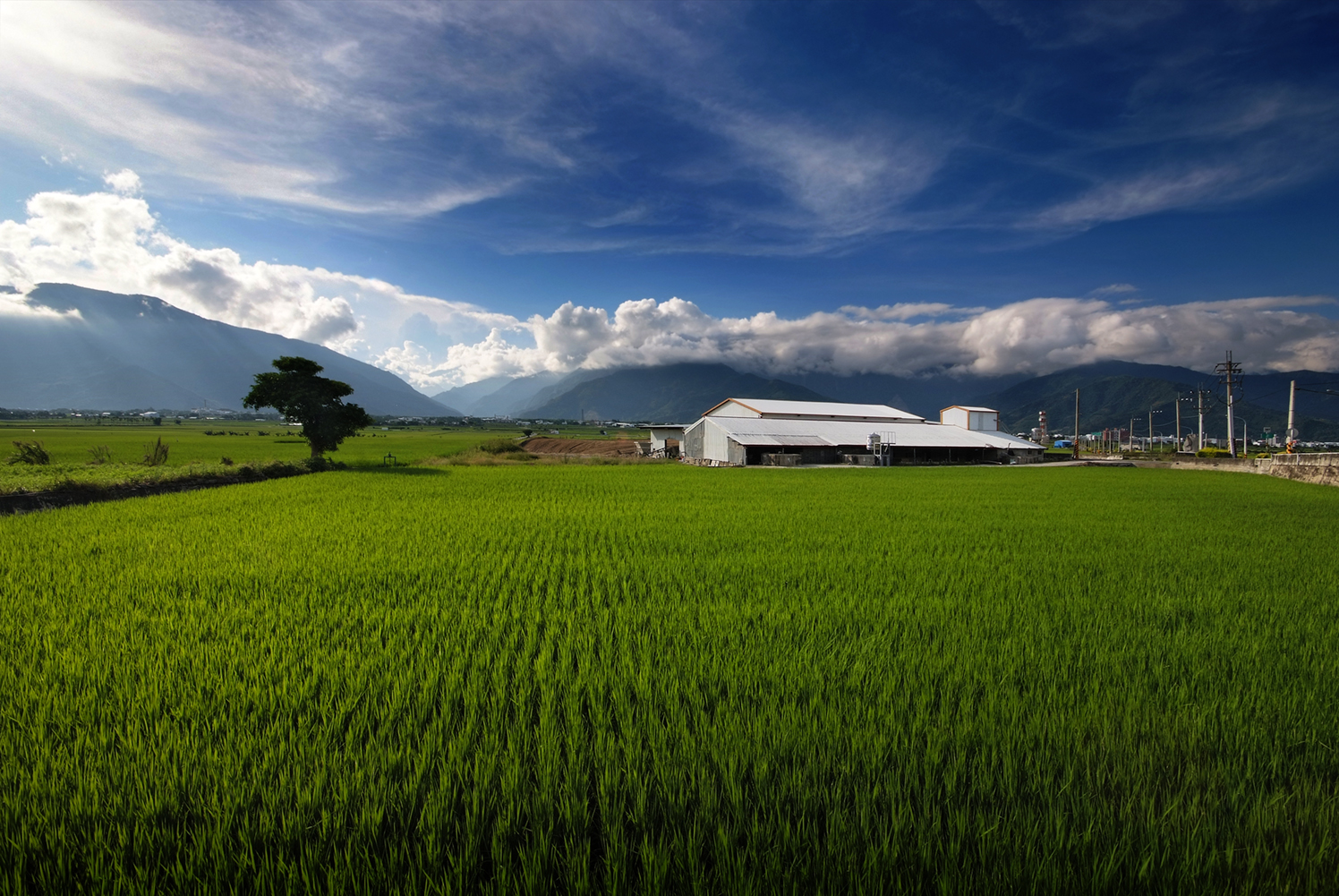
Рисове поле в повіті Хуалянь

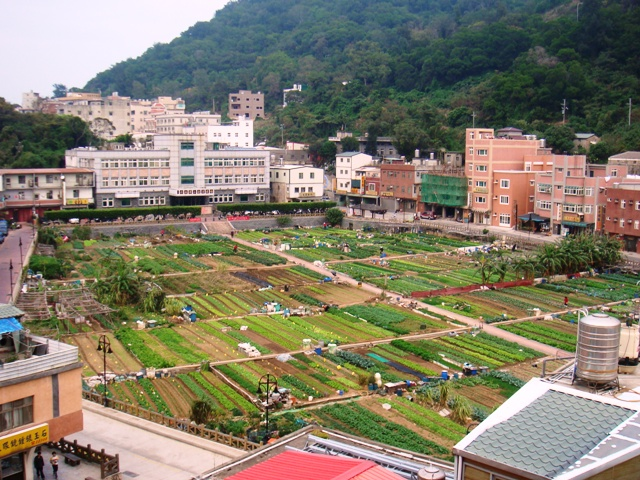
Овочевий парк Шанлун у повіті Ліенчян

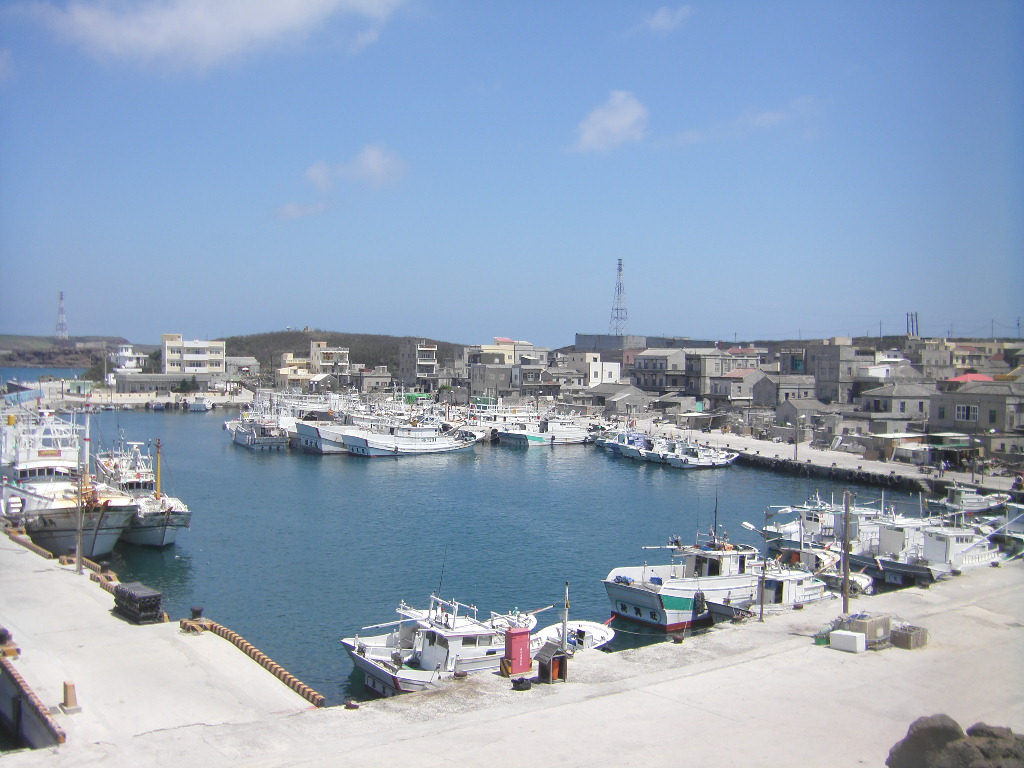
Рибальський порт в окрузі Пенху

Звичайними інгредієнтами тайванської кухні є свинина, морепродукти, курка, рис і соя. Традиційно рис був основою більшості тайванських дієт. До японського колоніального періоду більшість рису, який вирощували на Тайвані, був довгозерним рисом індика. Японці представили короткозернистий японський рис, який швидко змінив як сільське господарство, так і моделі харчування тайванців. Через вплив Японії тайванці зазвичай віддають перевагу рису, який є пухким, ароматним, трохи твердим і солодким. Відмінності між уподобаннями тайванців і японців до рису демонструються відмінностями в їхній кухні з більш ароматними та агресивними методами приготування Тайваню, які вимагають дуже ароматного рису, тоді як японці віддають перевагу більш тонкому та чистому смаку та запаху. Під час японського колоніального періоду тайванська кухня була розділена. Елітні ресторани або винні будинки подавали колоніальній еліті страви китайської кухні, як-от качку по-пекінськи, акулячий плавник із супом із пташиного гнізда та тушковану черепаху. Тим часом ті, хто не має багатства чи зв'язків, переважно їдять рис, кашу, мариновані овочі та листя солодкої картоплі. Кулінарна олія вважалася розкішшю і використовувалася лише в особливих випадках.
На кухню Тайваню також вплинуло його географічне розташування. Живучи на багатолюдному острові, тайванцям доводилося шукати джерел білка в стороні від сільськогосподарських угідь. У результаті морепродукти займають чільне місце в їхній кухні. Ці морепродукти становлять багато різних речей, від великої риби, такої як тунець і окунь, до сардин і навіть меншої риби, як-от анчоуси. У їжу вживають також ракоподібних, кальмарів і каракатиць. Молочна риба є найбільш популярною в тайванській кухні; її цінують за універсальність, а також ніжне м'ясо та економну ціну.
Яловичина менш поширена, ніж інші білки, і деякі жителі Тайваню (особливо люди похилого віку) все ще утримуються від її споживання. Це пояснюється традиційним небажанням забивати дорогоцінну худобу, необхідну для сільського господарства, а також емоційною прихильністю та почуттям вдячності та подяки до тварин, які традиційно використовувалися для дуже важкої праці. Однак через вплив напливу материкового Китаю в 1900-х роках тайванський варіант супу з локшиною з яловичини зараз є однією з найпопулярніших страв на Тайвані. Американська продовольча допомога в десятиліття після Другої світової війни, яка в основному складалася з пшениці, яловичини та обробленого м'яса, як-от Spam, назавжди змінила тайванську дієту: локшина, хліб і пельмені на основі пшениці посіли більш центральне місце в кухні. Споживання рису на Тайвані сягнуло 80-90 кілограмів на людину на рік у 1960-х і 1970-х роках, а потім впало, оскільки споживачі перейшли на продукти з пшениці. Тим не менш, тайванці все ще споживають велику кількість рису, особливо коричневого рису та екзотичних сортів, таких як чорний, фіолетовий і червоний рис. Нещодавно споживання рису на Тайвані пережило ренесанс, коли як виробники, так і споживачі приділяють рису такий рівень турботи та уваги, який приділяють таким цінним культурам, як чай
Пельмені були незначною частиною тайванської кухні до розширення споживання пшениці після Другої світової війни. Вареники та схожі на вареники страви (наприклад, сяолунбао, який насправді є маленькою булочкою, приготованою на пару, оскільки її обгортка містить дріжджі) дуже популярні в сучасній тайванській кухні, де більшість поєднує китайський і тайванський вплив. На Тайвані пельмені часто поєднують з гарячим і кислим супом.
Через субтропічне розташування острова Тайвань має велику кількість різноманітних фруктів, таких як папая, зірчасті фрукти, дині та цитрусові. На Тайвані також використовують велику різноманітність тропічних фруктів, імпортних і місцевих. Інші сільськогосподарські продукти загалом становлять рис, кукурудзу, чай, свинину, птицю, яловичину, рибу та інші фрукти та овочі. Свіжі інгредієнти в Тайвані легко доступні на ринках.
У багатьох своїх стравах тайванці виявили креативність у виборі спецій. Типовими сумішами спецій у тайванській кухні є п'ять порошкових спецій і хуцзяоянь (суміш білого перцю, солі, глутамат натрію та цукру). Тайванська кухня покладається на велику кількість приправ для смаку: соєвий соус, рисове вино, кунжутне масло, ферментовані чорні боби, маринована редька, маринована гірчиця, арахіс, перець чилі, кінза (іноді її називають китайською петрушкою) і місцевий різновид базиліку (九層塔; káu-chàn-tha̍h; 'nine-story pagoda'). Широке використання цукру є частиною спадщини комерційної цукрової промисловості Тайваню.
Тайванський чорний оцет має більше спільного з вустерським соусом, ніж інші чорні оцти, і вважається винятком серед чорних оцтів. Його основою є липкий рис, який потім витримується разом з іншими інгредієнтами в глиняних горщиках. Використовується як приправа і приправа. Kong Yen є найбільшим тайванським виробником чорного оцту. За словами Bon Appetit, порівняно з китайським чорним оцтом він «простіший, фруктовіший і чистіший». Тайванська соєва паста — це паста на основі соєвого соусу, згущена рисовим борошном і цукром.
Важливою частиною тайванської кухні є сяочі (小吃), сильні закуски на зразок іспанської тапи або левантійського мезе. Тайванський сяочі здобув велику репутацію на міжнародному рівні. Багато мандрівників їдуть на Тайвань лише заради xiǎochi. Найпоширенішим місцем для насолоди xiǎochi на Тайвані є нічний ринок. Кожен нічний ринок також має свій знаменитий xiǎochi. Крім того, тайванські xiǎochi увійшли до більш «вишуканих» середовищ харчування. Зараз тайванські xiǎochi можна знайти в розкішних і елітних ресторанах. Ці ресторани використовують інгредієнти вищої якості та креативні презентації, змінюючи страви, зберігаючи міцні смаки. У ресторанах ціни зазвичай стрибають вдвічі або навіть вище. Уряд Тайваню підтримує тайванський xiǎochi та регулярно проводить національні заходи xiǎochi на Тайвані.
Гриль є важливою частиною тайванської кухні. Багато тайванців готують на грилі вдома, а вуличні грилі є повсюдною особливістю нічних ринків.
На сучасну тайванську кухню вплинули свобода та відкритість Тайваню, що дозволяє кухарям впроваджувати інновації та експериментувати.
Шеф-кухарі придорожнього банкету повсюдні на Тайвані; ці невеликі (часто одноосібні) кейтерингові фірми забезпечують приготування їжі на місці для весільних банкетів та інших урочистостей, які часто проводяться на узбіччі дороги. Під час пандемії COVID-19 ці шеф-кухарі побачили значний спад у бізнесі через брак людей, які організовують великі традиційні заходи, особливо ті, що розташовані поблизу місячного Нового року. Банкетна індустрія повернулася після пандемії, але зіткнулася з критикою за брак інновацій і повторення традиційних страв.

### Вегетаріанство і веганство
Вегетаріанські ресторани є звичним явищем на Тайвані з широким розмаїттям страв, головним чином через вплив буддизму та інших синкретичних релігій, таких як Ігуаньдао. Ці вегетаріанські ресторани відмінні за стилем від «все, що можеш з'їсти» до «оплати за вагою» та звичайного замовлення з меню. Вегетаріанські ресторани та страви часто позначаються свастикою, спрямованою вліво.
У 21 столітті на Тайвані зросла кількість нерелігійних вегетаріанців, особливо серед молоді. Також спостерігалося зростання веганства через занепокоєння щодо добробуту тварин, особистого здоров'я, стійкості навколишнього середовища та зміни клімату, що спричинило обидві тенденції. Тайванські компанії з виробництва традиційних вегетаріанських продуктів також вийшли на бурхливий ринок підробленого м'яса. Традиційне кулінарне використання підробленого м'яса на Тайвані дало перевагу тайванським компаніям, і Тайвань зараз є лідером на ринку підробленого м'яса. Тайванські компанії здійснюють значний експортний бізнес, особливо на ринках Європи, Північної Америки та Південно-Східної Азії. Hung Yang Foods, один із найбільших виробників підроблених м'ясних продуктів, здійснює 80 % свого бізнесу за кордоном, а їхня продукція представлена в 90 % австралійських супермаркетів.
У 2023 році на Тайвані було приблизно 6000 вегетаріанських ресторанів.

## Регіональні страви
| Регіон       | Страва                       | Китайською | Тайванською (Tâi-lô) | Опис | Зображення |
| ------------ | ---------------------------- | ---------- | -------------------- | --- | ---------- |
| Чжанхуа      | Ба-ван                       | 肉圓       | bah-ôan              | Буквально означає «м'ясна сфера». Це різновид великих вареників, виготовлених із желатинового крохмального тіста тапіоки та начинених свининою та овочами, найчастіше грибами та пагонами бамбука.                                                                           |            |
| Цзяї         | Рис з індичкою               | 火雞肉飯   | hoe-koe bah-pn̄g      | Миски з рисом із подрібненою індичкою, покладеною зверху, часто супроводжується маринованою редькою. Рис поливають своєрідною підливою з індички та соєвого соусу. |            |
| Цзяї/Тайнань | Хліб-домовина                | 棺材板     | koann-chhâ-páng      | Подібний до французьких тостів або супів із хлібними мисками, але наповнений пікантними начинками, такими як яловичина з чорним перцем або курка карі. Товсто нарізаний хліб змочують у яйці, смажать у фритюрі, розрізають із трьох боків, відкривають, наповнюють і їдять. |            |
| Дасі         | Засушений тофу Дасі          | 大溪豆乾   | Tāi-khe tāu-koaⁿ     | Твердий тофу, смажений і тушкований у солодкому соєвому соусі, а потім висушений. |            |
| Сіньчжу      | Свинячі кульки               | 貢丸       | kòng-ôan             | Часто їдять у супі (湯; thng). |            |
| Сіньчжу      | Рисова локшина               | 米粉       | bí-hún               | Тонка рисова локшина аль-денте. Часто їдять сухою (乾; ta/kan, без супу) з грибами і свинячим фаршем. |            |
| Наньтоу      | Ї мейн                       | 意麵       | ì-mī                 | М'яка ніжна локшина в супі.[джерело?] |            |
| Тайчжун      | Санкейк                      | 太陽餅     |                      | Одна з найвідоміших тістечок Тайчжуна, санкейк — це запечене багатошарове листкове тісто з солодкою серединкою, яке часто готують із медом або патокою. |            |
| Тайнань      | Конджі з молочної риби       | 虱目魚肚粥 |                      | Страва на сніданок, що складається з конджі з черевцем молочної риби. |            |
| Тайнань      | Та-а мі                      | 擔仔麵     | tàⁿ-á-mī             | Також відома як сезонна локшина. Показана жовта «масляна локшина» зі свинячим фаршем, креветками, паростками квасолі, кінзою, чорним оцтом, часником, соєвим соусом і яйцем.                                                                                                 |            |
| Тайнань      | Тефтелі з креветок і свинини | 蝦仁肉丸   | hê-jîn bah-ôan       | Крекери/печиво з креветками є одними з найвідоміших місцевих страв. Інша популярна страва, що походить з Тайнаня, — це жирний рис (台南油飯; Tâi-lâm iû-pn̄g), страва з рису, що містить пікантні олії та подрібнену свинину, гриби та сушені креветки.                       |            |
| Даньшуй      | А-гей                        | 阿給       | a-geh                | Смажений у фритюрі тофу, фарширований кришталевою локшиною, запечатаний рибною пастою та политий гострим соусом зовні. |            |
| Даньшуй      | Тюфтельки з риби Даньшуй     | 魚丸       | hî-ôan               | Даньшуй розташований біля океану і відомий своїми рибними кульками з рибної пасти, фаршированими м'ясом і часником, звареними в легкому бульйоні. |            |
| Даньшуй      | Залізне яйце                 | 鐵蛋       | thih-nn̄g             | Яйця, багаторазово тушковані в суміші спецій і висушені на повітрі. Отримані яйця виходять темно-коричневими, м'якими і смачнішими, ніж звичайні варені яйця. Pictured with a regular boiled egg.                                                                            |            |

## Типові страви
| Загальна назва англійською                | Китайською      | Тайванською (Tâi-lô)     | Мандаринська піньїнь  | Вплив                         | Опис | Зображення                        |  |
| ----------------------------------------- | --------------- | ------------------------ | --------------------- | ----------------------------- | --- | --------------------------------- |  |
| Гуа бао                                   | 刈包            | koah-pau                 | guàbāo                | Фуцзянь                       | Плоска біла булочка у формі молюска, приготована на пару, із тушкованою свинячою грудкою в соєвому соусі, маринованими овочами з гірчицею, арахісовою пудрою, цукром і кінзою всередині.                                                                                     |                                   |  |
| Каракатиці генг                           | 魷魚羹          | jiû-hî keⁿ               | yóuyúgēng             | Місцевий                      | Прозорий густий суп із каракатиці в рибному паштеті. | Cuttlefish geng                   |  |
| Омлет з устриць                           | 蚵仔煎          | ô-á-chian                | ézǐjiān               | Фуцзянь                       | Жувальний омлет, виготовлений з яєць, устриць, крохмалю тапіоки та листя Glebionis coronaria: м'яка, липка текстура, їдять із солодким та злегка гострим соусом і посипають кінзою. Дуже поширений на нічних ринках і найпопулярніша закуска на Тайвані.                     |                                   |  |
| Устрична локшина                          | 蚵仔麵線        | ô-á mī-sòaⁿ              | ézǐ miànxiàn          | Місцевий                      | Згущений суп із дрібними устрицями та приготованою на пару місуа (китайська вермішель). |                                   |  |
| Бульбашковий чай                          | 珍珠奶茶        |                          | zhēnzhū nǎichá        | Місцевий                      | В оригінальному молочному чаї використовуються чорний чай і молоко, а також цукор. Перлини або боба — це перлини тапіоки, які розсмоктуються. Це дуже популярний напій, винайдений у Тайчжуні                                                                                |                                   |  |
| Пиріг зі свинячої крові                   | 豬血糕 / 豬血粿 | ti-huih-ko / ti-hoeh-kóe | zhūxiěgāo/ zhūxiěguǒ  | Фуцзянь                       | Пиріг зі свинячої крові та рису. Зазвичай його нарізають прямокутним шматком і подають на паличці, змоченою в соєвому соусі, з можливістю додавання гострого соусу, потім посипаного арахісовою пудрою та кінзою.                                                            |                                   |  |
| Lo bah png (Рис зі свинячим фаршем)       | 滷肉飯/魯肉飯   | ló͘-bah-pn̄g               | lǔròufàn              | Фуцзянь                       | Подрібнена, нарізана кубиками або подрібнена жирна свинина, тушкована в соєвому соусі та спеціях, потім подана на рисі. |                                   |  |
| Khong bah png (Тушкована свинина з рисом) | 炕肉飯/爌肉飯   | khòng-bah-pn̄g            | kàngròufàn            | Фуцзянь                       | Свинячі шматочки, тушковані в соєвому соусі та спеціях, потім подані на рисі. |                                   |  |
| Сосиска в сосисці                         | 大腸包小腸      | tōa-tn̂g pau sió-tn̂g      | dàcháng bāo xiǎocháng | Місцевий                      | Смажена тайванська свиняча ковбаса, загорнута в смажену солону рисову ковбаску. Зазвичай обгортають часником і базиліком. Клієнт також може вибрати потрібний смак, наприклад, чорний перець, часник, чилі, масло та шоколад. Тайванська закуска, поширена на нічних ринках. |                                   |  |
| Sanbeiji                                  | 三杯雞          | sam-poe-koe              | sānbēijī              | Цзянсі                        | Страва з курки, яка буквально перекладається як «три чашки курки», названа тому, що соус готується з чашки рисового вина, чашки кунжутної олії та чашки соєвого соусу. Крім того, соус можна приготувати з чашки рисового вина, цукру та соєвого соусу.                      |                                   |  |
| Омлет із сушеної редьки                   | 菜脯蛋          | chhài-pó͘-nn̄g             | càifǔdàn              | Місцевий                      | Дрібно нарізана консервована біла редька в тайванському стилі, зварена в омлет. | Taiwanese preserved radish omelet |  |
| Олен                                      | 黑輪            | o-lien'                  | Hēi lún               | Японський                     | Це використаний рибний пиріг, рибний соус з рибного супу, який готують у горщику з іншими інгредієнтами, подібно до одену. |                                   |  |
| Огіркова свинина                          | 瓜子肉          | koe-á bah                | guāzǐròu              | Гуандун                       | Свинячий фарш на пару з маринованими огірками по-тайванськи. |                                   |  |
| Пікантний хоґо                            | 麻辣鍋          | ba-luah e                | málàguō               | Сичуань                       | Він стає все більш популярним, особливо в Тайбеї. Суп із цього жаркого дуже гострий, містить китайські трави та інші спеціальні матеріали. Люди можуть готувати з цього супу все, що хочуть.                                                                                 |                                   |  |
| Локшина з вугром                          | 鱔魚意麵        | siān-hî ì-mī             | shànyú yìmiàn         | Місцевий                      | Рисовий вугор з ї мейн у кисло-солодкому супі з крохмалем. |                                   |  |
| Tamsui a-gei                              | 淡水阿給        | Tām-chúi a-geh           | Dànshuǐ āgěi          | Місцевий                      | Тофу абурааге, приготований на пару, начинений вареною целофановою локшиною та покритий сурімі. |                                   |  |
| Danbing                                   | 蛋餅            | nn̄g-piánn                | Dàn bǐng              | Місцевий                      | Страва для сніданку, яка готується шляхом замісу борошна, картопляного крохмалю, клейкого рисового борошна та води в тонке тісто, а зверху випікається омлет. |                                   |  |
| Залізне яйце                              | 鐵蛋            | thih-nn̄g                 | tiědàn                | Місцевий                      | Яйця, тушковані в соєвому соусі, як правило, зі шкаралупою, але з тріщинами, поки вони не стануть ароматними та приємними на жування. |                                   |  |
| Chhau-a-koe                               | 草仔粿          | chháu-á-kóe / chháu-á-ké | cǎozaǐguǒ             | Фуцзянь                       | Різновид куї, виготовлений із клейкого рисового борошна, цукру та меленої вареної пасти із джерсійської сушки або китайського полинцю. Часто наповнюють сушеними креветками, грибами шиїтаке, білою редькою (菜脯), і смаженою у фритюрі цибулею шалот.                      |                                   |  |
| Місячний пиріг із креветками              | 月亮蝦餅        | ge̍h-liāng hê-piánn       | yuèliàng xiābǐng      | Тайський/Південно-Східна Азія | Зазвичай можна зустріти в ресторанах Тайваню. Креветки, часник і свинячий жир товчуть, а потім викладають на круглу упаковку для спринг-ролу. Зверху кладуть іншу обгортку, пиріг смажать на сковороді та подають із солодким соусом чилі.                                   |                                   |  |
| Тайванський суп із локшиною та яловичиною | 臺灣牛肉麵      | dái-wán gu-bà mi         | táiwān niúròumiàn     | Місцевий                      | Тушкована версія супу з локшиною та яловичиною. |                                   |  |
| Трубчастий рисовий пудинг                 | 筒仔米糕        | tâng-á-bí-ko             | Tǒng zǐ mǐ gāo        | Місцевий                      | Страва, що складається зі смаженої клейкої рисової суміші, приправленої та приготованої на пару в бамбуковій трубці. |                                   |  |

Існує різновид відкритого барбекю під назвою khòng-iô. Щоб приготувати барбекю таким чином, спочатку будують порожнисту піраміду з грудок землі. Далі всередині піраміди спалюють вугілля або деревину, доки температура всередині піраміди не стане дуже високою (грудки бруду мають світитися червоним кольором). Інгредієнти, які потрібно приготувати, такі як таро, ямс або курка, поміщають у банки, які поміщають усередину піраміди. Нарешті, піраміда перекидається на їжу до готовності.
Багато недесертних страв зазвичай вважаються закусками, а не першими стравами; тобто вони мають подібний статус до кантонського дім суму або іспанської тапи. Зазвичай такі страви злегка підсолюють, до основного м'яса або морепродуктів додають багато овочів.
 

## Десерти

Тайванські страви
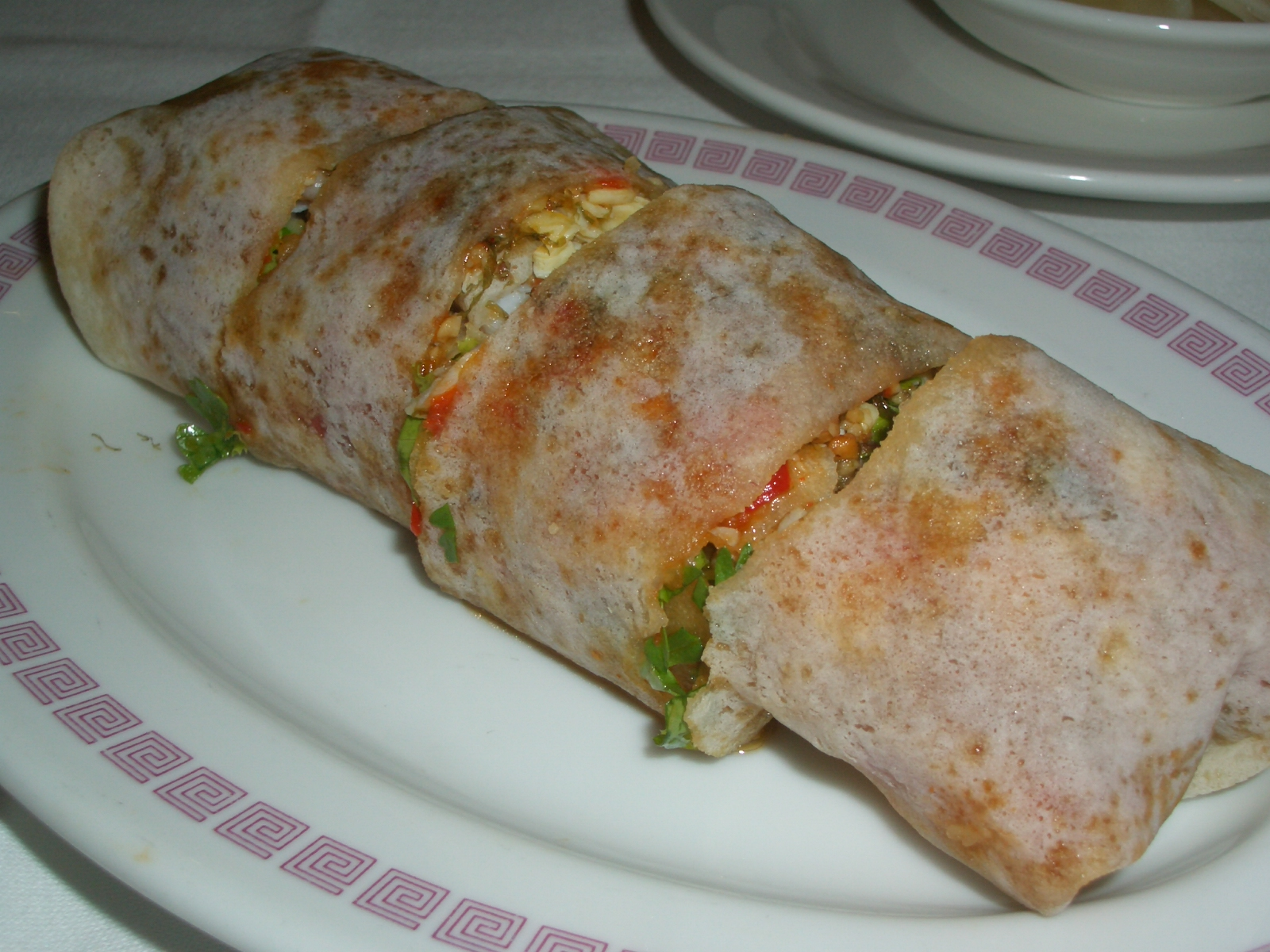
Попіа з овочами і арахісом як начинки
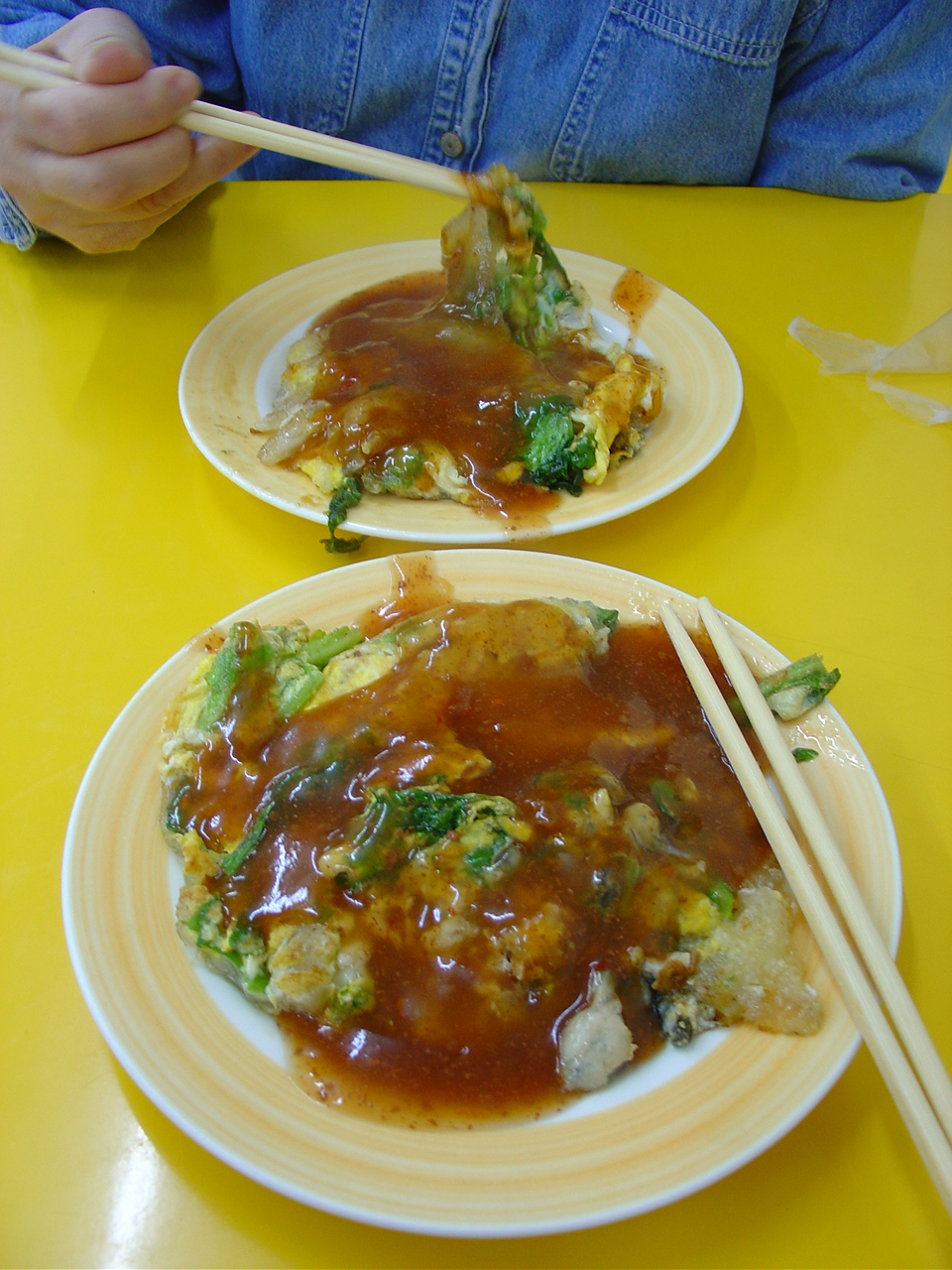
Омлет з устриць із Коло Чіен-Чен, район Датун (Тайбей).
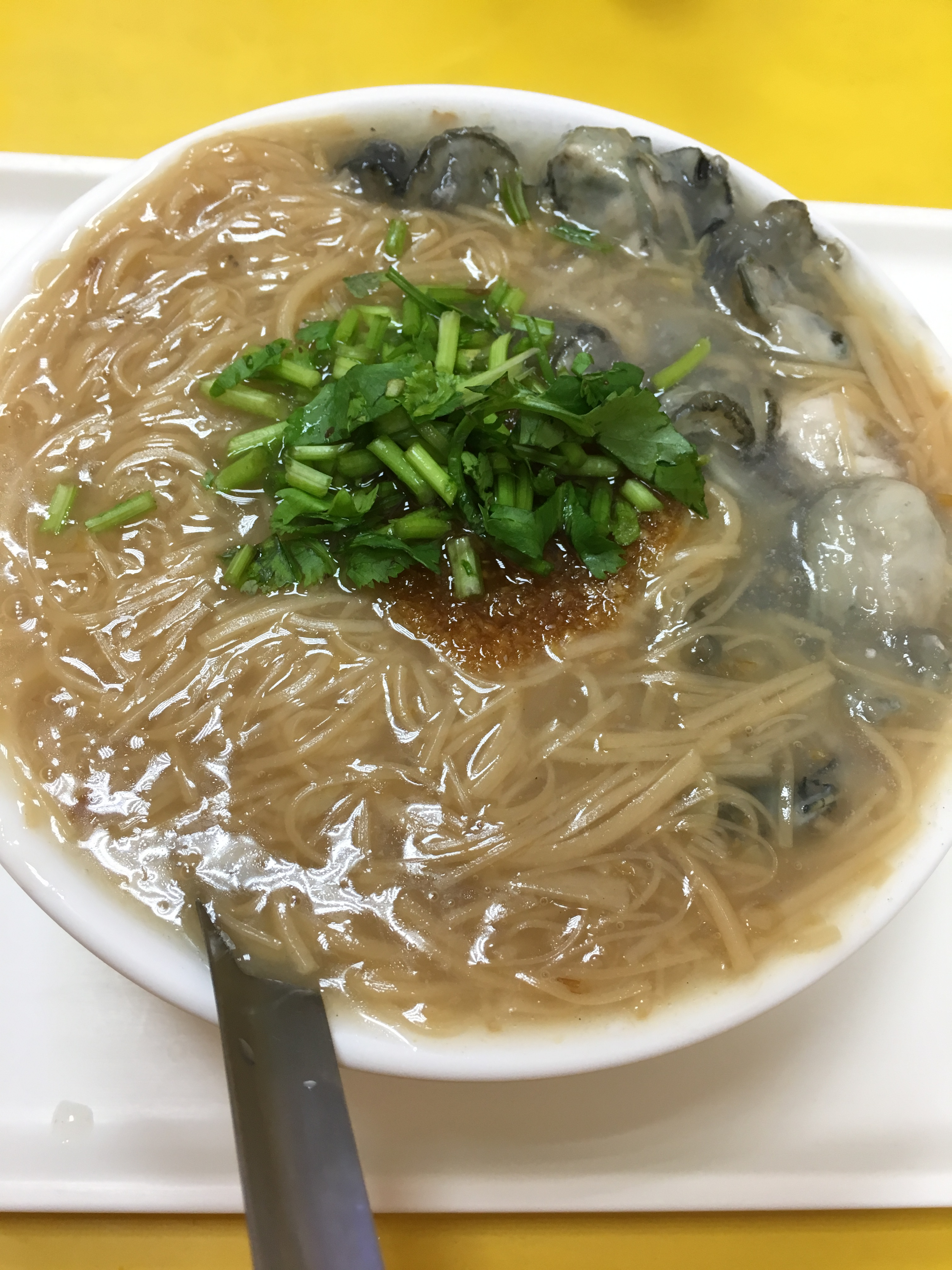
Миска вермішелі з устриць
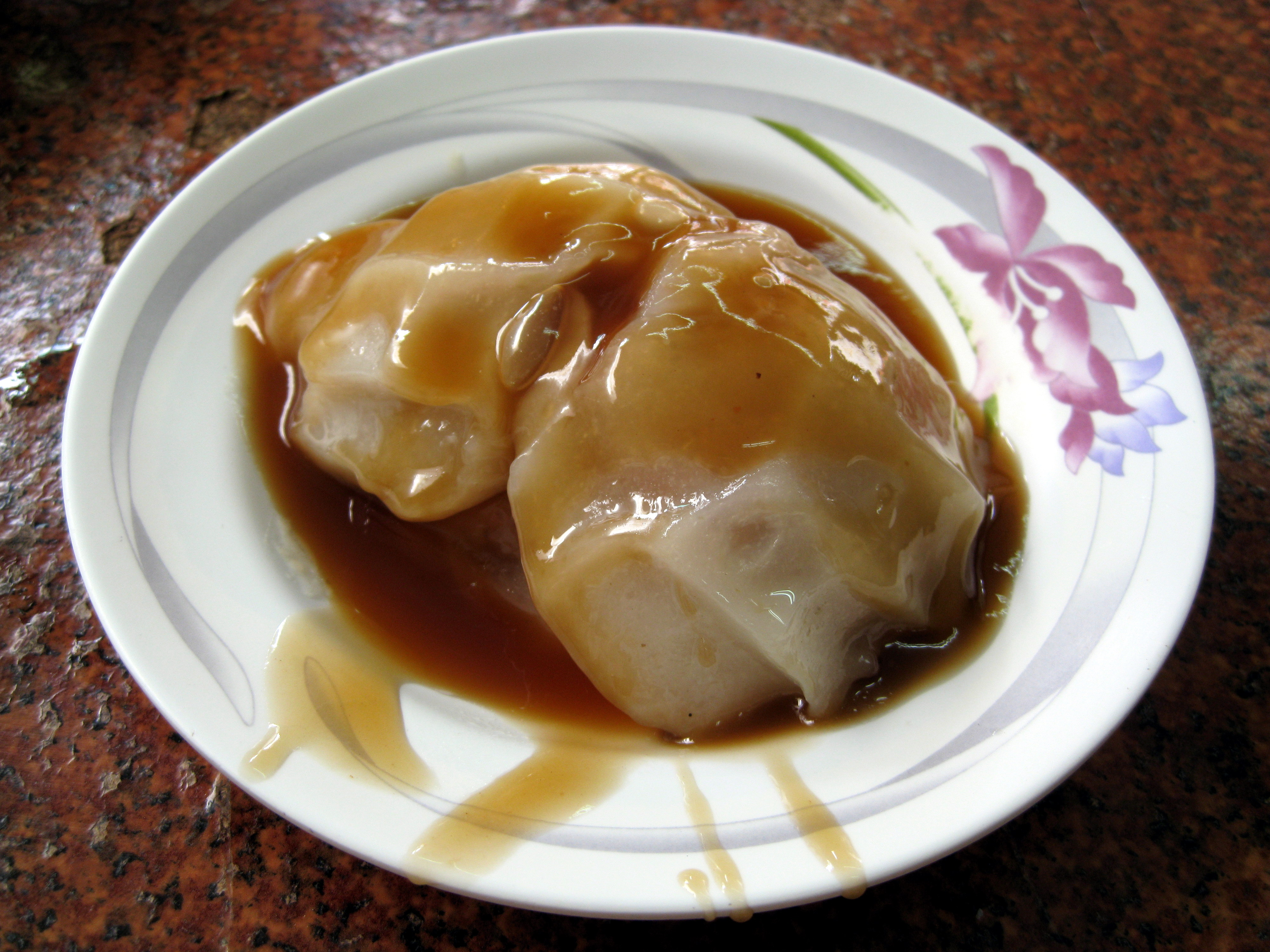
Ба-ван подається з солодким і пікантним соусом
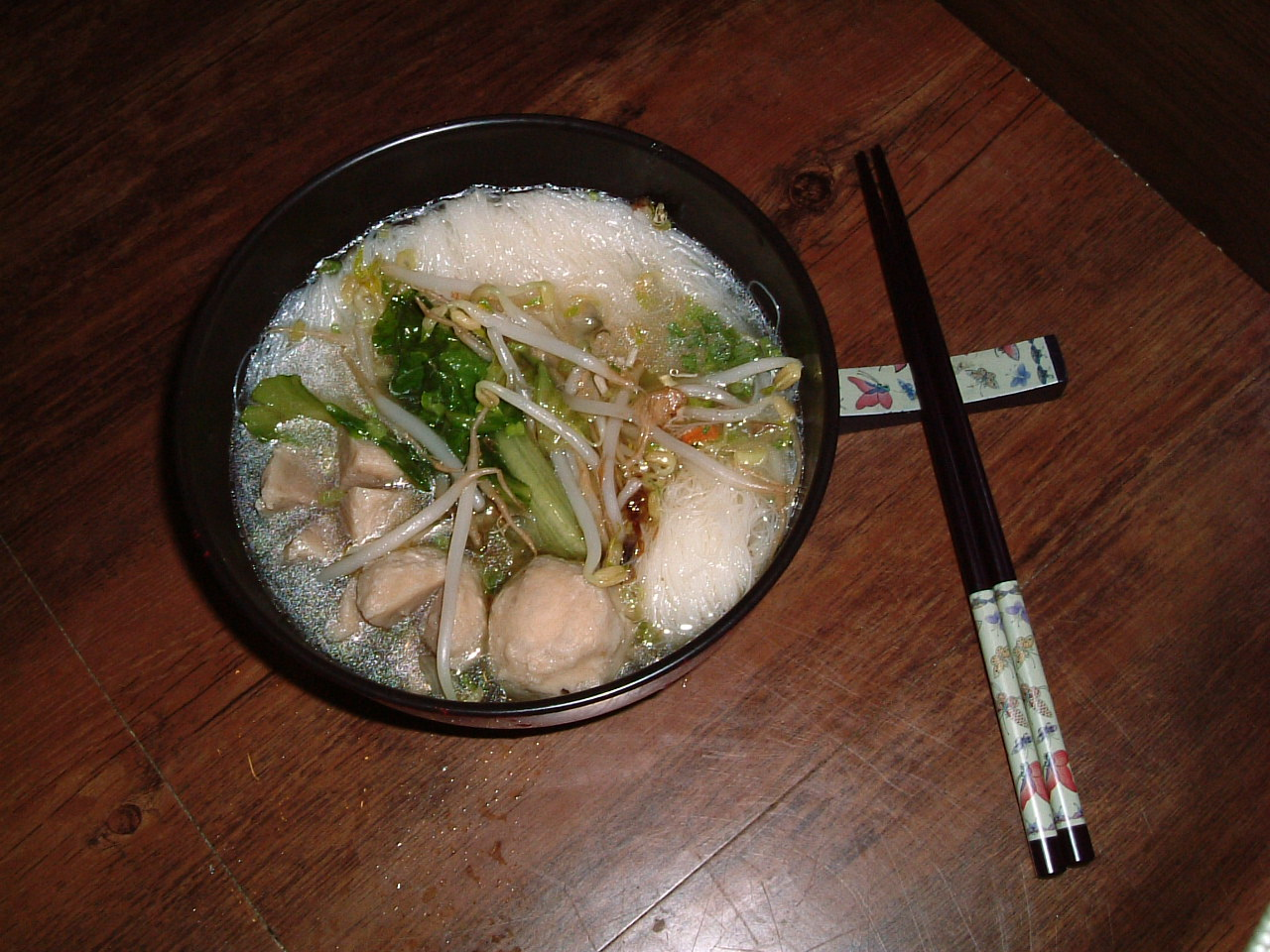
Свинячі кульки і рисова вермішель у супі
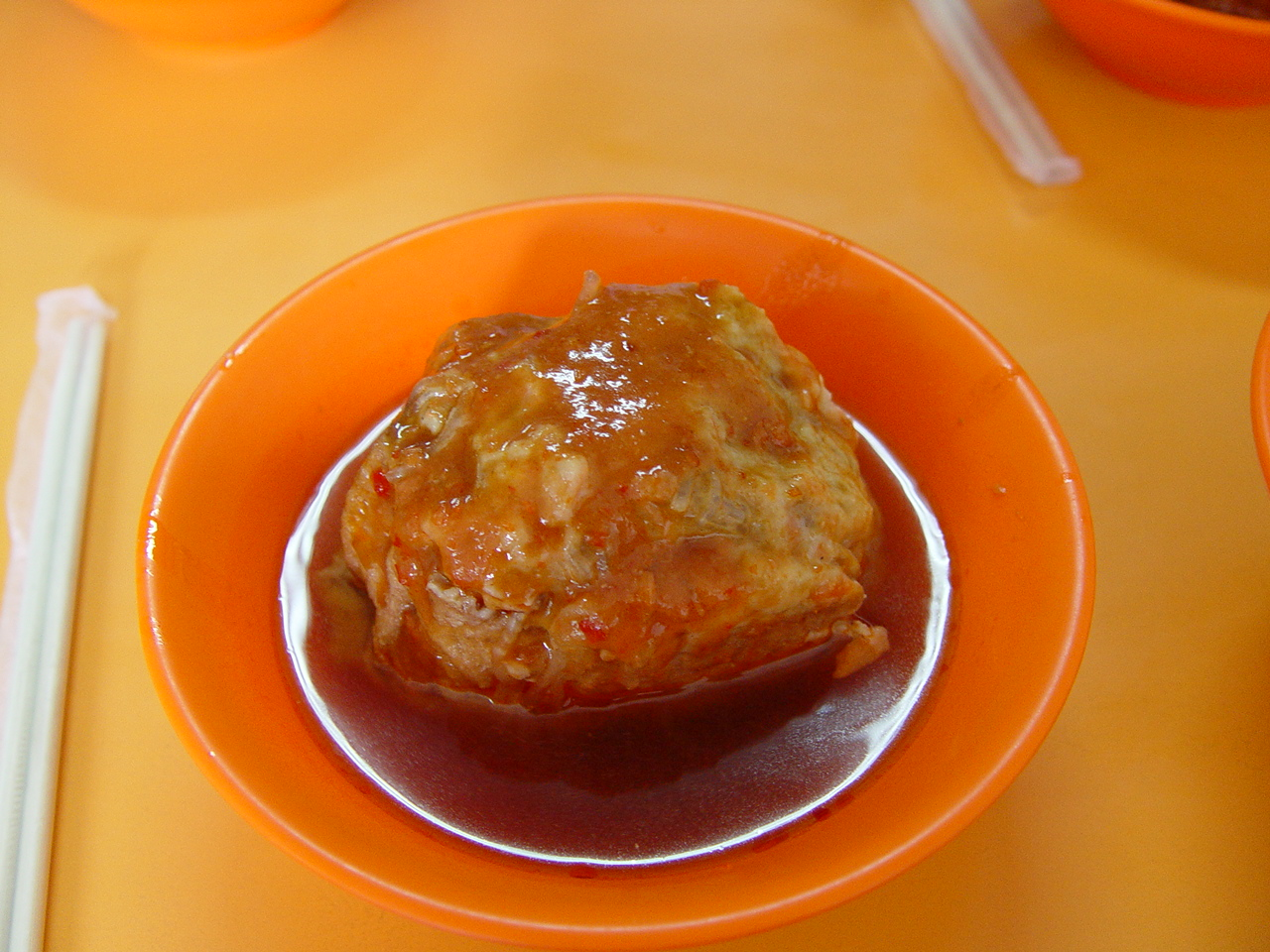
А-гей подається з соусом
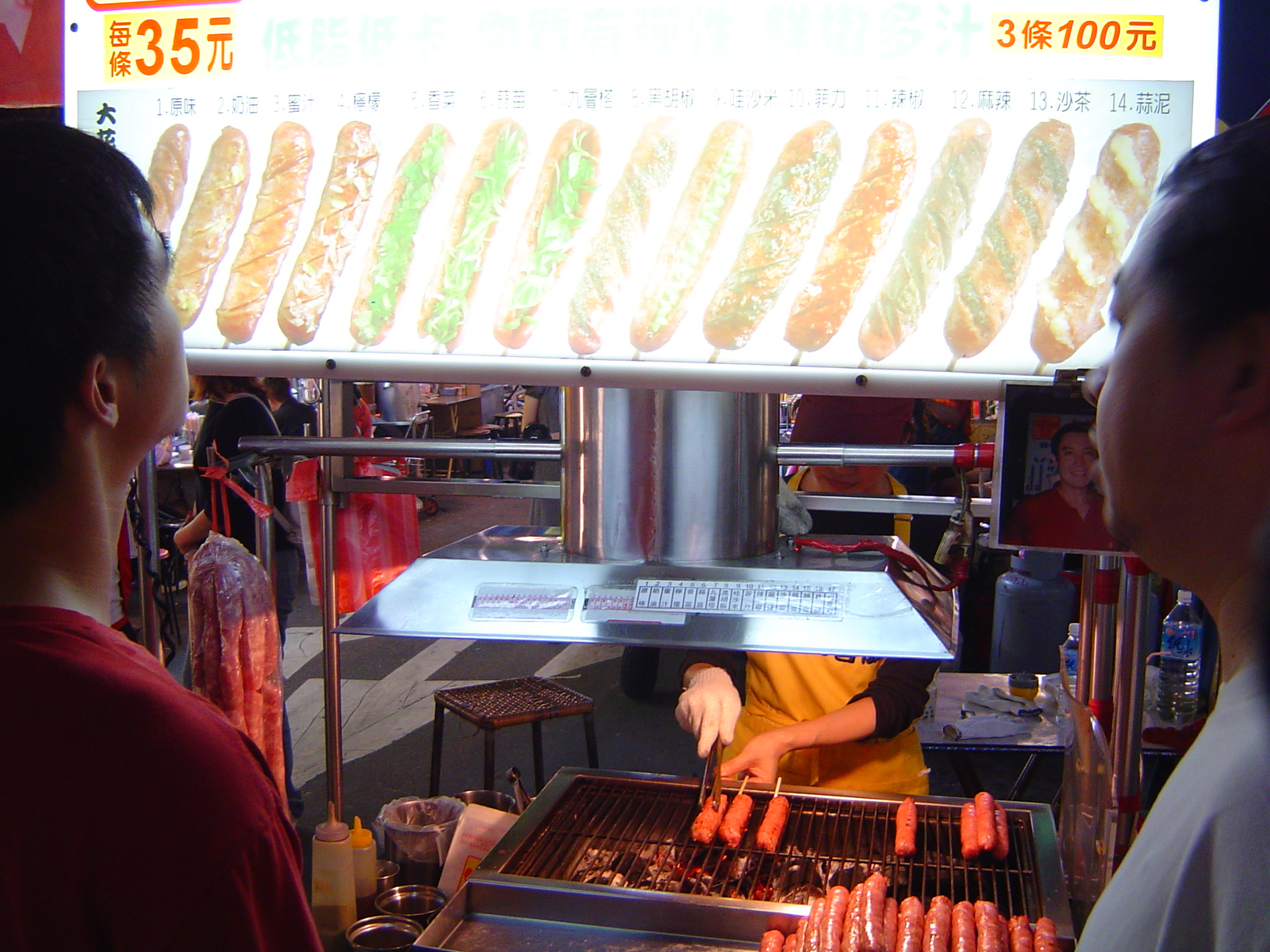
На нічних ринках продаються тайванські ковбаси різних смаків
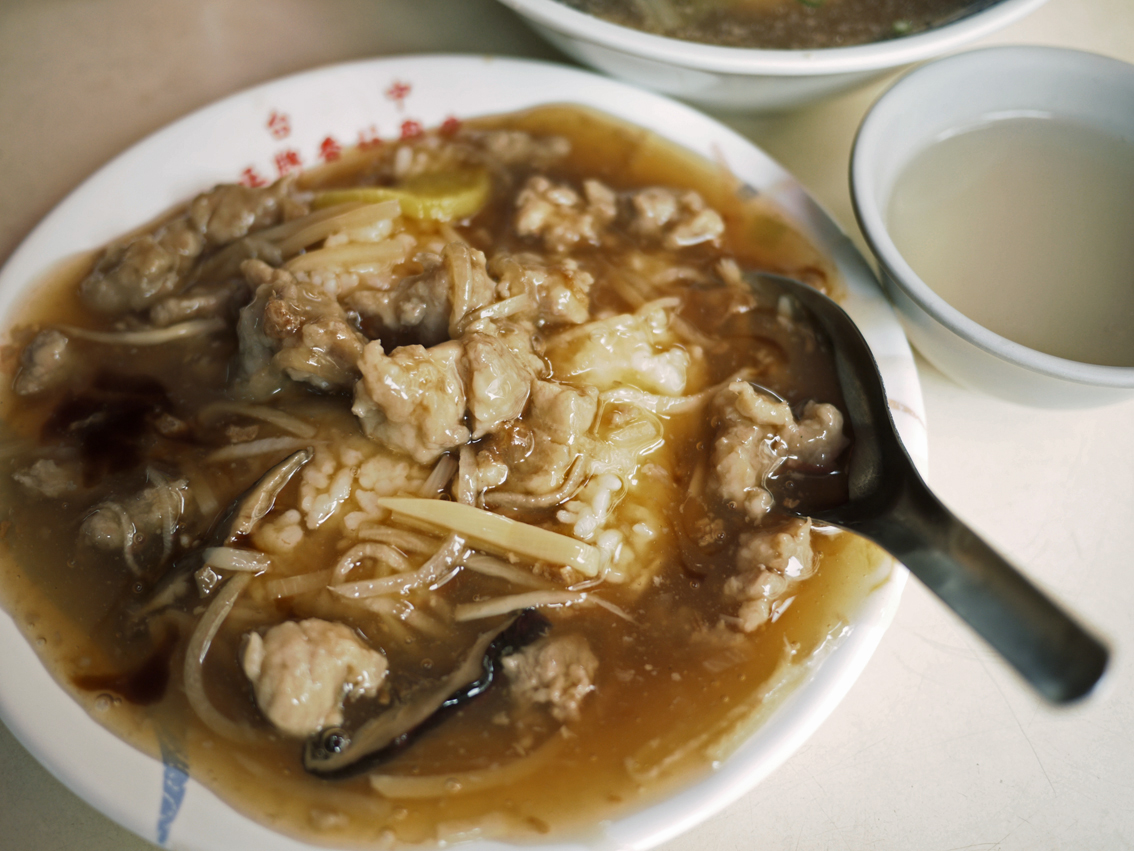
Свинина та шіїтаке генг на рисі з ресторану в Тайчжуні

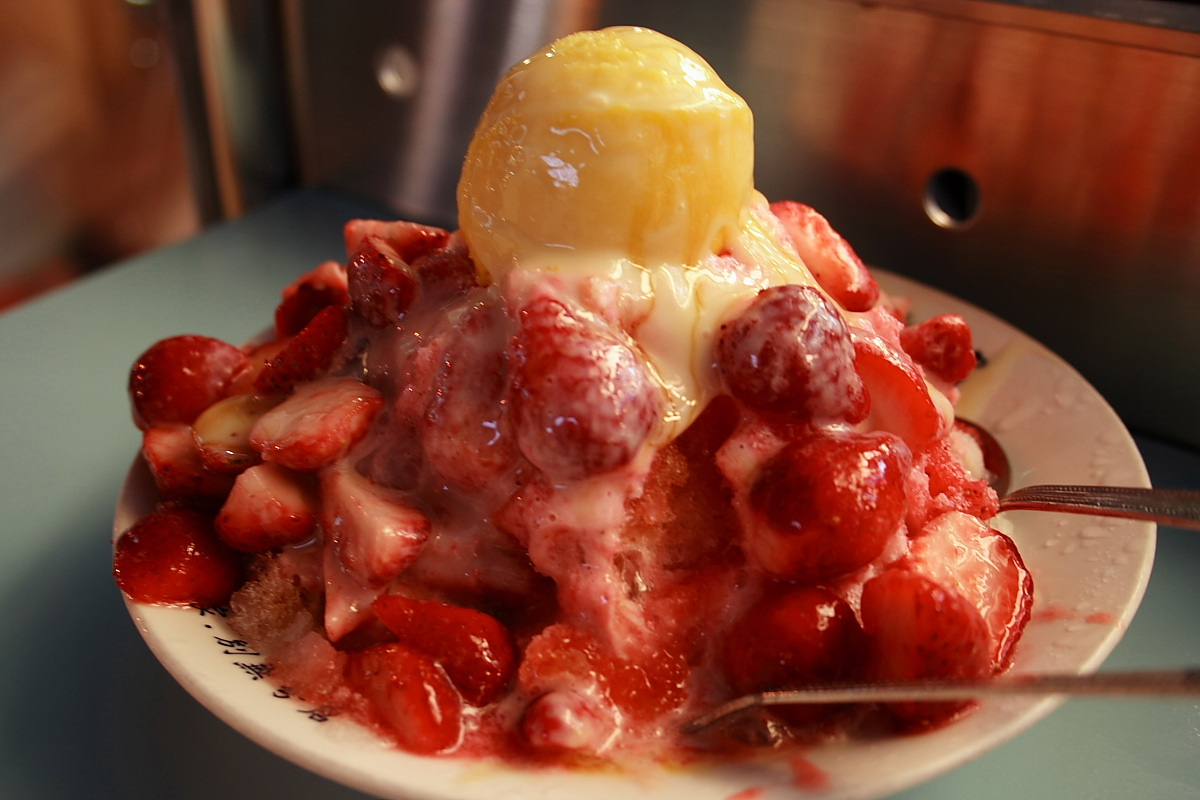
Тарілка тшуа-пінг із полуницею і згущеним молоком

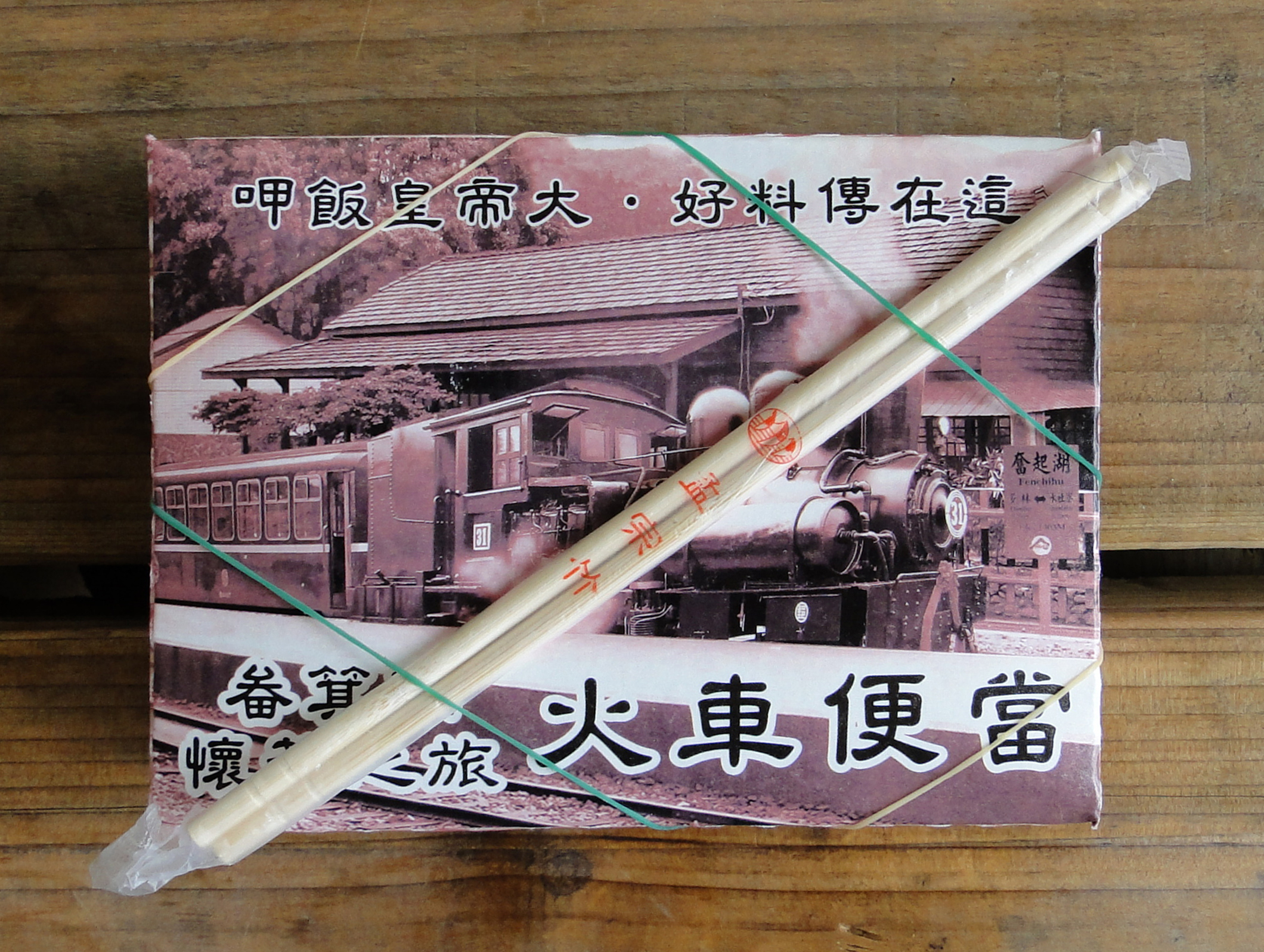
Коробка Fenchihu Bento

- Аю желе — драглистий десерт із насіння інжиру повзучого, Ficus pumila var. awkeotsang. Подається на льоду.[3][16]
- O'ahping[zh] (кит.: 芋仔冰; ō͘-á-peng) — морозиво з пасти кореня таро.
- Тшуа-пінг (також відомий як Баобінг) — тайванський десерт із льодом, який дуже поширений у Китаї, Тайвані, Малайзії та В'єтнамі.[3]
- Сюе-бін (雪花冰) — також називається сюе хуа бін, що перекладається як сніговий лід, сніжинковий лід або поголений сніг. Це відрізняється від баобін/тшуа-пінг тим, що основна суміш для льоду кремова (зазвичай додають молоко, але воно може бути молочним або рослинним), сам лід часто має ароматизатор (молоко, таро, шоколад, кава тощо), текстура натертого снігу дуже тонка, і він тане майже миттєво, після контакту. Для цього лід зазвичай має циліндричну форму, а натертий сніг виходить з машини гофрованими стрічками. Деякі додаткові поширені начинки включають, але не обмежуються ними: підсолоджене згущене молоко, манго, підсолоджена червона квасоля, підсолоджена квасоля мунг, перли боба або таро.
- Бульбашковий чай, він же молочний чай боба; також відомий як перловий молочний чай — жувальні кульки тапіоки, додані в чай з молоком.[16]
- Традиційні торти не завжди мають однаковий склад залежно від смаку. Існує місячний пиріг, який має густу начинку, зазвичай виготовлену з пасти з насіння лотоса або підсолодженої пасти з червоної квасолі та оточений відносно тонкою (2–3 мм) скоринкою та може містити жовтки від солоних качиних яєць. Його традиційно їдять під час фестивалю для поклоніння Місяцю та спостереження за Місяцем. Місячні торти пропонують друзям або на сімейних зустрічах під час святкування свята. Свято середини осені є одним з чотирьох найважливіших китайських свят.

Існують інші тістечка, в яких можна змішувати солоні інгредієнти з солодкими, щоб створити баланс під час насолоди цими делікатесами з чаєм. Скоринка може бути блискучою від нанесення шару яєчного жовтка перед тим, як поставити в духовку, або ні, у цьому випадку вона часто буває білішою, а скоринка має більше шарів.
- Трав'яне желе (кит.: 仙草; певедзі: sian-chháu) — (Mesona procumbens) Подається гарячим або холодним.
- Моачі (кит.: 麻糍), м'який рисовий пиріг, схожий на японський дайфуку мочі. Смаки начинки можуть бути різними, починаючи від будь-яких бобових і закінчуючи горіхами.[16]
- Ананасовий пиріг — квадратний пісковий пиріг з ананасовою начинкою. Одне з найвідоміших десертних тістечок Тайваню та улюблений сувенір.[3]
- Чхау-а-кое — тістечка, виготовлені з клейкого рисового борошна та поєднані з меленою вареною пастою Gnaphalium affine або Mugwort, щоб надати їм унікальний смак і зелений колір. Тісто зазвичай наповнюють м'ясним фаршем або солодкою квасолею.
- Доухуа (豆花) — м'який тофу, який подається з сиропом і начинками, такими як арахіс, квасоля адзукі, тапіока та маш. Подається гарячим або холодним.
- Шоколад. Виробництво какао в Тайвані зосереджено в Пінтуні на півдні Тайваню. Станом на 2020 рік приблизно 200—300 акрів оброблялося в Пінтуні, що підтримувало близько 30 компаній з виробництва шоколаду.[47][48] Тайвань є однією з небагатьох країн, що виробляють зрілий шоколад, яка також є виробником какао.[47]

## Страви нічного ринку
Найвідоміші закуски Тайваню представлені на нічних ринках, де вуличні торговці продають різноманітну їжу, від закусок, напоїв, солодощів до страв, які можна сидіти. На цих ринках також можна знайти смажені та приготовані на пару булочки з начинкою з м'ясом, омлети з начинкою з устриць, освіжаюче фруктове морозиво та багато іншого. Окрім перекусок, закусок, перших страв і десертів, на нічних ринках також є продавці, які продають одяг, аксесуари та пропонують різноманітні розваги та продукти. Раніше вуличні торговці були звичайним явищем на Тайвані, але через посилення правил і занепокоєння щодо безпеки здоров'я тепер переважно зустрічаються на нічних ринках і фудкортах. Тайванські фуд-корти поєднують ідеї з традиційних нічних ринків, а також імпортні ідеї зі Сполучених Штатів і Японії. Фуд-корти стали повсюдними на Тайвані. Багато страв на нічному ринку тепер можна знайти за межами нічних ринків.
У 2014 році The Guardian назвав нічні ринки Тайваню «найкращими ринками вуличної їжі у світі». Деякі, як-от нічний ринок Шилін, стали такими ж популярними серед туристів, ніж серед місцевих жителів, що призвело до скарг, що вони втратили певну міру свого автентичного смаку через комерціалізацію.
| Загальна назва англійською     | Китайська      | Тайванська (Tâi-lô)      | Мандаринська піньїнь | Вплив            | Опис | Зображення                |
| ------------------------------ | -------------- | ------------------------ | -------------------- | ---------------- | --- | ------------------------- |
| Такоякі                        | 章魚燒         |                          |                      | Японський        | Закуска у формі кулі, наповнена нарізаним кубиками восьминогом і обсмаженим у борошняному клярі, її можна їсти з такими приправами, як васабі. Їх зазвичай можна знайти на нічних ринках. |                           |
| Торт «Колесо»                  | 車輪餅         | chhia-lûn-piáⁿ           | chēlúnbǐng           | Японський        | Млинцеве тісто розливається в розпечені металеві форми і швидко готується в невеликі коржі різної форми. Існує незліченна кількість варіацій. Іноді тістечка мають начинку від крему, пасти з червоної квасолі до арахісового масла. Подібно до Імаґаваякі або Таякі |                           |
| Смердючий тофу                 | 臭豆腐         | chhàu-tāu-hū             | chòudòufǔ            | Китайський       | Смердючий тофу популярний на Тайвані. Його називають «Смердючим тофу» через його сильний неприємний запах. За часів династії Цін смердючий тофу вже був частиною страви королівської родини. Крім того, це була одна з улюблених страв Верховної імператриці Цисі. Смердючий тофу загалом можна класифікувати на два основних види, а саме м'який смердючий тофу (臭豆腐乳) і сушений смердючий тофу (臭豆腐乾). |                           |
| Тефтелі по-тайванськи          | 肉圓           | bah-oân                  | ròuyuán              | Місцевий         | В'язке желеподібне тісто з тапіоки, начинене свининою, пагонами бамбука, грибами шиітаке та подається з пікантним солодким і гострим соусом. |                           |
| Кукурудза                      | 玉米           |                          | yùmǐ                 | Американський    | Продавці можуть спеціалізуватися на одному типі кукурудзи, або вони можуть пропонувати різновиди між пікантною/солоною та солодкою кукурудзою. Кукурудзу готують на пару, на грилі, відварюють тощо. |                           |
| Тайванські сосиски             | 香腸           | ian-chhiâng (煙腸)       | xiāngcháng           | Китайський       | Жирні свинячі ковбаски з м'яким солодким смаком. Є кілька різних видів. Лікер Каолянг іноді використовується в рецепті ковбаси. На нічних ринках їх часто подають на паличці з різними приправами. Іноді їх загортають у клейкий рис. На початку 1980-х років, коли ресурси були ще відносно дефіцитними, стандартною порцією була одна ланка сосиски на зубочистці, прикрашена зубчиком часнику. |                           |
| Млинець із зеленої цибулі      | 蔥油餅         |                          | cōngyóubǐng          | Китайський       | Млинці з борошна з ріпчастої цибулі з багатьма тонкими шарами, приготовані з цибулею (подрібненою зеленою цибулею). Популярними додатковими начинками є сир і яйце. Закуска походить з материкового Китаю. |                           |
| Тангулу                        | 糖葫蘆         |                          | tánghúlú             | Китайський       | Фрукти розміром з червоні цукерки, які подаються на паличці. Іноді фрукти фарширують консервованими сливами, а потім зацукровують. Також використовуються помідори черрі і полуниця. |                           |
| Кальмари на грилі              | 烤花枝         |                          | kǎo huāzhī           | Японський        | Смажені на грилі кальмари часто маринують і приправляють під час грилю. | Файл:Nightmarketsquid.JPG |
| Пінсу                          | 礤冰/剉冰/刨冰 | chhoah-peng              | cuòbīng/bàobīng      | Місцевий         | Тонко тертий лід із різноманітними начинками (арахіс, фрукти, боби азукі, солодка кукурудза тощо). Іноді подають, поливши згущеним молоком. |                           |
| Оден                           | 甜不辣         |                          | tiánbùlà             | Японський        | Смажені у фритюрі сурімі та рибні котлети, припущені в бульйоні, подаються з солодким соусом. Це схоже на сацума-аґе, яке в деяких регіонах Японії називають темпура. В іншому випадку він не пов'язаний з японською темпурою, подібно до японського одену. |                           |
| Тайванський спринг-рол         | 潤餅           | jūn-piáⁿ / lūn-piáⁿ      | rùnbǐng              | Фуцзянь          | Тайванський спринг-рол — це напівхрусткий супертонкий борошняний креп, наповнений різноманітною начинкою, наприклад, цукровою пудрою, арахісовою пудрою, яйцем, овочами, свининою та навіть морепродуктами. Тайванські спринг-роли виготовляються з того ж тіста, що й західні млинці. |                           |
| Шаурма                         | 沙威馬         |                          | shāwēimǎ             | Західноазійський | Бутерброд, який зазвичай готують із приправленої спеціями курки-гриль і подають на квасній булочці з білого борошна з жульєном із капусти, скибочкою помідора, нарізаною цибулею, кетчупом і майонезом. Приправа, привезена з Туреччини кілька десятиліть тому, сильно відрізняється від приправи, яка використовується для приготування шаурми в Туреччині. |                           |
| Курка попкорн                  | 鹹酥雞/鹽酥雞  | kiâm-so͘-ke / kiâm-so͘-koe | xiánsūjī / yánsūjī   | Американський    | Курячий попкорн, виготовлений із смаженого у спеціях курчати, посипаного сіллю та перцем і приправленого ароматним базиліком. Це смачний декаданс, який люблять усі за його соковиту та ніжну текстуру. |                           |
| Смажене куряче філе            | 炸雞排         |                          | zhá jīpái            | Американський    | Смажене куряче філе — одна з найпопулярніших закусок на Тайвані. Смажене куряче філе вперше з'явилося на Тайвані понад 20 років тому, але з роками змінилося, оскільки постачальники придумали нові смаки та методи приготування. На відміну від смаженої курки, яку подають у більшості ресторанів швидкого харчування, це частування готується з курячої грудки, подрібненої, маринованої, збитої та обсмаженої у фритюрі. Після приготування щедро посипають меленим перцем. Він хрусткий зовні, ніжний і соковитий всередині. |                           |
| М'ясна нитка або Свиняча нитка | 肉鬆           |                          | Ròusōng              | Китайський       | |                           |

- Також часто продаються різноманітні напої, починаючи від підставок для бульбашок і закінчуючи підставками для різноманітних соків і чаю.[16]
- Креп — адаптований з оригінальної французької версії, тонкий приготований млинчик, він має набагато більш хрустку структуру, схожий на крекер. Вони були популярні на початку 2000-х.
- Смузі з фруктів або бобів — молоко або лід змішують на місці зі свіжою папаєю, манго, кавуном, бобами адзукі або маш.
- Смажені кульки з клейкого рису — трохи солодкі.

## Їжа аборигенів Тайваню
Їжа та харчова культура Тайваню дуже диверсифіковані та значною мірою під впливом відтоку людей хань. Проте одна частина тайванської харчової культури, яка залишається невід'ємною, — це культура корінних народів Тайваню. Хоча корінне населення становить лише 2 % від загального населення Тайваню, варто відзначити, що їхня їжа та способи приготування відрізняються від більш типової китайської кухні.
Харчування аборигенів дуже залежить від природи. Завдяки багатій рослинності та диким тваринам аборигени були природними мисливцями-збирачами. По суті, багато з того, що їли аборигени, залежало від середовища, в якому вони проживали, тобто від того, чи жили вони в прибережних чи гірських районах. Такі племена, як аміс, атаял, саісіят і бунун, полюють на те, що можуть, і збирають те, що вирощують. З іншого боку, у таких племен, як яміс і тао, переважаючим джерелом їжі є риба. Більшість їжі складалася з пшона, таро, солодкої картоплі, дикої зелені та дичини, як-от кабана та щура. Це на відміну від основної їжі хань, яка складалася з рису та курки.
М'ясо дичини для тих, хто живе в гірських районах, включає оленя та кишки білки-летяги, делікатес, як вважають плем'я бунун. Інше — «смердюче» м'ясо, тобто «личинкова дичина», яка почала гнити, яке потім смажать на грилі, смажать, приправляють часником та імбиром, а потім подають із гострим соусом.
Амі, окрім м'яса, їли багато зелені, головним чином через віру в те, що все, що їсть корова, також можна їсти людям. Бунуни, які в основному мисливці на диких тварин, обідали смаженою на камені свининою, кабаном, оленем і свинею. Плем'я Ямі, яке проживало біля узбережжя Тайтунга, харчувалося багатьма видами риби, у тому числі цінною «летючою рибою» (або Алібангбанг). Фірмова страва включає рис, змішаний з річковою рибою та дикими овочами, який подають у великих бамбукових стовбурах.
Окрім основного продукту харчування, пшоно завжди виготовляли як вино. Вино з проса відігравало важливу роль не тільки для пиття, але й використовувалося як жертви під час фестивалів, народжень і весіль. Всі вина з пшона виробляються в будинках аборигенів. Клейкий рис після замочування у воді кладуть у дерев'яну пароварку. Після охолодження рис кладуть у каструлю з водою, потім витягують і змішують з рисовими дріжджами. Через чотири-п'ять днів після того, як рис помістили у велику банку, його поміщають у сито або мішок для рису, поки спиртова рідина витікає та зберігається.
Також важливими для кухні корінних жителів Тайваню є солодка картопля та таро, які користуються перевагою через їх багаторічну природу та невибагливість догляду. Культивування коренеплодів, а не типових розсадних рослин, було помітно помітним, археологічні дані свідчать про те, що це було ще в четвертому тисячолітті до н. е. з місця Dapenkeng, на горі Guanyin, New Taipei City.
Враховуючи універсальність обох овочів, їх зазвичай варили або готували на пару, їли окремо або як інгредієнти для супів і рагу. Без потреби в передових сільськогосподарських технологіях, Таро та солодка картопля були головним перевагою для землеробства. Канадський місіонер Джордж Маккей сказав про Тайвань 19 століття: «цибулину солодкої картоплі садять у березні». Приблизно через шість тижнів лози розрізають на частини завдовжки вісім дюймів, які садять у сівалки, і з цих черешків лози виростають цибулини, які дозрівають приблизно наприкінці червня. Другий урожай садять подібним чином у липні і дозрівають у листопаді". (Там же). Вплив солодкої картоплі та таро був величезним. Вони все ще широко присутні в сучасному Тайвані, будь то на вулицях, нічних ринках або в успішних харчових мережах, як «Meet Fresh» (або 鮮芋仙).
Через відсутність сучасного кулінарного посуду, такого як холодильник, газова плита та духовка, корінне населення вдавалося до інших засобів для приготування їжі. Привозячи назад м'ясо впольованої дичини, аборигени консервували м'ясо або з просяним вином, або з сіллю. Інша техніка приготування передбачала нагрівання каменів на вогні, які потім поміщали всередину посудини з іншим певним м'ясом і морепродуктами, які готувалися на теплі каменів. Їжу здебільшого готували на пару, відварювали або смажили, щоб злити смаки разом, але зберегти оригінальні смаки. Це знову контрастує з ханьцями, які перейняли такі навички, як смаження та тушкування. М'ясо також насаджували на бамбуковий вертел і готували на вогні.
У кулінарній книзі, опублікованій у 2000 році CIP та Національним університетом гостинності та туризму Гаосюна, перелічено деякі страви основних племен аборигенів Тайваню, що демонструє прихильність або пристрасть аборигенів до натуральної їжі.
- Аміс: Alivongvong (пельмені з м'ясом і клейким рисом, упаковані в листя) (阿里鳳鳳); Смажені дикі овочі
- Атаял: м'ясо на грилі на камені (石板烤肉); Langying (приготований на пару клейкий рисовий пиріг) (朗應)
- Бунун: пшоняний пиріг бунун (布農粿); Пшоняний рис (小米飯)
- Пайван: Millet Qinafu (фрикадельки з пшона та свинини) (小米奇那富); Джінболе (вареники із сорго та свинини, загорнені в банановий лист) (金伯樂)
- Пуюма: гірський торт Yinafei (以那馡山地粿); Смажений дикий щур із базиліком (九層野鼠)
- Рукай: кінабу (таро та пельмені) (奇那步); Кабан на грилі
- Сайсіят: кабан на грилі з папаєю (木瓜拌山豬肉); Асорті польових квітів (野花拼盤); Суп із маніоку та ребер (樹薯排骨湯)
- Цоу: варений рис із бамбука (竹筒飯); Банановий пиріг (香蕉糕)
- Ямі: варене таро та краб (芋泥加蟹肉); Риба на грилі; В'ялена риба на пару (蒸魚乾)

### Сучасна кухня аборигенів
Хоча Тайвань є домом для багатьох кухонь, все ще є ресторани, які зберігають дух місцевої кухні. Хоча кухарям у таких ресторанах може знадобитися налаштувати традиційні рецепти, щоб вони відповідали сучасним смакам, акцент на натуральних продуктах все ще зберігається. Щорічний конкурс здорової кухні корінних народів та інноваційних напоїв, частково спонсорований Радою корінних народів і Бюро туризму, надає грошові призи учасникам, які творчо використовують традиційні місцеві інгредієнти в здоровий спосіб. Інші подібні конкурси проводять місцеві органи влади (наприклад, місто Гаосюн). У Тайнані корінне населення може продавати свою їжу в парку аборигенів Ча Ха Му. Такі тенденції спрямовані на популяризацію чудового смаку тайванської кухні аборигенів.
У період воєнного стану культура корінних народів була придушена урядом, незважаючи на те, що корінні страви стали частиною національної ідентичності Тайваню.
Силав — це страва амі з маринованої свинини.
Значення дикої зелені для кухні аборигенів все більше цінується. Дика зелень стосується як диких рослин, які зустрічаються в лісі, так і тих самих рослин, які культивуються в домашніх садах. Rinari, що в сільській місцевості округу Піндун, є аборигенним рестораном національного значення, у якому, як відомо, важко знайти двадцять місць. У Rinari в основному подають страви кухні Рукай.

## Напої
Тайванці п'ють менше алкоголю на душу населення, ніж сусідні південнокорейці та японці. Вважається, що це тому, що приблизно половина населення Тайваню не має необхідного гена для успішного метаболізму алкоголю. Під час японського колоніального періоду виробництво алкогольних напоїв було індустріалізовано, а в 1922 році виробництво алкоголю було монополізовано колоніальною владою. Сучасна тайванська культура споживання напоїв і виробництво напоїв все ще перебувають під впливом японського колоніального періоду.

### Пиво
Пиво є популярним напоєм на Тайвані. Тайвань як імпортує, так і виробляє широкий вибір пива від масового лагеру до нішевого крафтового елю. Деякі з добре розвинених брендів становлять Long Chuan (龍泉), Le Blé d'Or (金色三麥), Jolly Brewery+Restaurant (卓莉手工醸啤酒泰食餐廳), North Taiwan Brewing (北台灣麥酒) і Taihu Пивоваріння (臺虎精釀).

### Кава
Перші рослини кави на Тайвані були імпортовані британцями в Тайнань у 1884 році, причому перше значне дрібномасштабне вирощування відбулося в районі Санься міста Новий Тайбей. Тайнань залишається серцем кавової культури Тайваню. Виробництво досягло піку в 1941 році після того, як японська колоніальна влада запровадила кавові заводи арабіки. Внутрішнє виробництво невелике, але якісне, імпортні зерна складають переважну більшість кави, що продається на Тайвані. У 2016 році внутрішнє виробництво становило 900 тонн, тоді як 30 000 тонн було імпортовано.
До 2020 року на Тайвані було понад 15 000 кав'ярень. У 2020 році середнє споживання кави вперше перевищило середнє споживання чаю.

### Лікер Каолянг

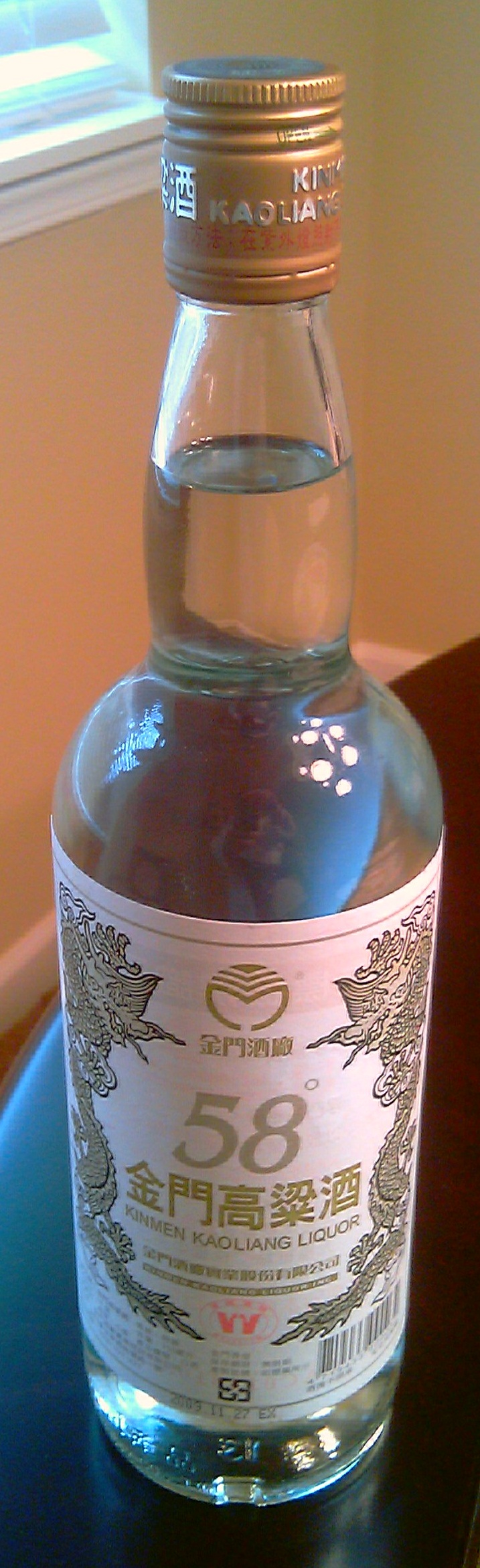
Кіньмень 58 % Каолянг

Kinmen Kaoliang Liquor є одним із найпопулярніших брендів лікеру Каолянг на Тайвані. Як видно з назви, його виробляють на острові Кінмень. Основою асортименту є стандартний 58-відсотковий і 38-відсотковий розлив алкоголю. Виробництво каолянгу в Кінмень сягає корінням у громадянську війну в Китаї, коли китайський націоналістичний генерал Ху Лянь заохочував фермерів Кінмень вирощувати сорго для виробництва міцних напоїв, оскільки імпорт алкоголю з Тайваню спричиняв фінансову напругу. Лікер Kaoliang став невід'ємною частиною економіки Кінмень і відіграє значну роль у культурі Кінмень.
Yusan Kaoliang Chiew (кит. трад.: 玉山高粱酒; піньїнь: Yùshān Gāoliáng Jiǔ) виробляється Тайванською тютюновою і алкогольною корпорацією. Він названий на честь найвищої гори Тайваню Юйшань. Одним із найпомітніших продуктів у асортименті є каолянг «XO», який витримувався п'ять років у резервуарах перед розливом у пляшки.
Matsu Tunnel 88 Liquor Kaoliang (кит. трад.: 馬祖八八坑道高粱酒; піньїнь: Bā Bā Kēngdào Gāoliáng Jiǔ) виробляється на лікеро-горілчаному заводі Matsu у містечку Нангань, округу Ляньцзян. Назва походить від назви покинутого військового тунелю під назвою Тунель 88, який лікеро-горілчаний завод використав як місце для зберігання свого каолянгу та витриманого рисового вина. Усі витримані каолянги заводу зберігаються в тунелі щонайменше п'ять років.

### Ром
Комерційне виробництво рому було запроваджено на Тайвані разом із комерційним виробництвом цукру в японський колоніальний період. Виробництво рому продовжувалося під час ROC, але воно було знехтуване Тайванською тютюновою та лікеро-горілчаною корпорацією, яка утримувала національну монополію на алкогольні напої. Галузь диверсифікувалася після демократизації та демонополізації тайванської промисловості алкогольних напоїв.

### Чай
Тайванський чай вважається одним з найкращих у світі, і країна має унікальну чайну культуру.

### Віскі
Тайвань має молоду, але процвітаючу індустрію віскі, яку підтримує величезний внутрішній ринок віскі, особливо односолодового скотчу. Тайвань є єдиним ринком віскі, де п'ють більше односолодового віскі, ніж купажованого віскі.

### Вино
Незалежне виноробство було незаконним на Тайвані протягом тривалого часу через монополію, надану Тайванській тютюново-алкогольній корпорації. Незалежні винороби стали легальними у 2002 році, а у 2014 році тайванське вино виграло свою першу золоту медаль на міжнародному конкурсі. У 2019 році червоне вино з Тайчжуна було нагороджено золотою медаллю на 25-му Vinalies Internationales у Франції. Двома найбільш відомими виноробними підприємствами є Domaine Shu Sheng і Weightstone Vineyard Estate & Winery. Хоча місцева культура виноробства Тайваню колись була значною мірою втрачена, повертається.

### Саке
Вживання саке почалося в японський колоніальний період. Перше саке було виготовлено на Тайвані в 1914 році, найбільшим сучасним вітчизняним брендом є Yuchun, який виробляє Taiwan Tobacco and Liquor Corporation. Також існує ряд менших виробників, які наголошують на унікальних продуктах, виготовлених із місцевого рису. Тайвань також імпортує велику кількість саке з Японії. Його близькість і обсяги торгівлі дозволяють торговцям на Тайвані зберігати свіже і обмежене виробництво саке, яке не є широко доступним за межами Японії.

## Вишукані вечері
Вишукані ресторани на Тайвані часто мають змішану ідентичність. Наприклад, на весільних банкетах у Тайвані зазвичай першою стравою є японські сашімі, а потім традиційні тайванські та китайські страви. У 21 столітті місцеві інгредієнти, страви та технології потрапили в елітні ресторани.
У 2018 році La Liste включив 10 ресторанів Тайваню до 1000 найкращих у світі.
Путівник Мішлен почав оглядати ресторани в Тайбеї в 2018 році та Тайчжуні в 2020 році. Michelin 2020 нагородив зірками 30 ресторанів на Тайвані, чотири в Тайчжуні та 26 у Тайбеї. З трьома зірками кантонський ресторан Le Palais є рестораном країни з найвищим рейтингом. Список 2020 року також нагородив Bib Gourmand 54 ресторани в Тайбеї і 21 у Тайчжуні. Розширення путівника Мішлен до Тайваню підвищило міжнародне визнання тайванських ресторанів. У 2023 році путівник Мішлена було розширено до Тайнаня та Гаосюна.
Існують значні відмінності між вишуканими закладами харчування в Тайбеї та Тайчжуні. У Тайчжуні наголос робиться на церемонії з великими столами та загальними приватними кімнатами, також наголошується на паркуванні з ресторанами, які мають понад 100 паркувальних місць. Частково це пов'язано з потужними малими та середніми підприємствами Тайчжуна, а також великою кількістю неофіційних організацій відпочинку та братських організацій. У Тайбеї вишукані ресторани та столики, як правило, менші, більшість клієнтів — пари або невеликі групи, загалом обслуговування менш формальне, ніж у Тайчжуні. У Тайбеї є більший міжнародний вплив на вишукану кухню, тоді як Тайчжун зберігає сильну спорідненість з традиційними стравами. У 2010-х у Тайчжуні поширилося вишукані ресторани, які більше наслідували міжнародні тенденції. Ланьшу Чень відіграв особливу роль у здобутті міжнародного визнання Тайчжуна.

## Іноземна кухня на Тайвані

### Ф'южн
Кухня ф'южн дуже популярна на Тайвані. Багато тайванських страв є результатом культурного злиття, як-от тайванська версія паштел-де-ната, яка є спадщиною португальського колоніалізму в сусідньому Макао.

### Італійська
Італійська кухня була популярною на Тайвані упродовж тривалого часу, але до кінця 1990-х і початку 2000-х у країні було небагато автентичних італійських ресторанів і ще менше італійських шеф-кухарів. Через фінансову кризу 2007—2008 років велика кількість італійців емігрувала з Італії до країн зі здоровішою економікою. Це призвело до швидкого збільшення як кількості італійських ресторанів, так і кількості італійських експатів на Тайвані. У той час як більшість ресторанів дотримуються традиційного стилю італійської кухні, на пропорції страв вплинула італо-американська кухня. Тайванські відвідувачі стають все більш пристрасними та розбірливими до італійської кухні. Майкл де Пренда був одним із новаторів італійської кухні на Тайвані, заснував кілька ресторанів, ринок і ферму.

#### Піца
Піца — одна з найпопулярніших страв на Тайвані. Перша піцерія була відкрита в 1970-х роках, а галузь швидко розвивалася в 2000-х роках завдяки підвищенню попиту на якісну італійську та американську піцу з боку заможного молодого покоління, яке проводило час за кордоном і повернуло до неї смак.
Мережі піцерій, як-от Pizza Hut і Domino's Pizza, відомі тим, що пропонують рекламну піцу з неймовірними начинками, як-от пряний хотпот, кінза та столітнє яйце зі свинячою кров'ю, яловичина та ківі, клейкий рис, рамен і смердючий тофу, намагаючись отримати національне та міжнародне значення. публічність. Pizza Hut вийшла на ринок Тайваню в 1986 році, а Domino's пішла наприкінці 1980-х років. У 2022 році кожна компанія мала понад 150 магазинів на Тайвані.

### Індійська
Історично закордонні китайці з Індії їздили на Тайвань, щоб навчитися кулінарії. На Тайвані існували індійські ресторани, але загалом кухня набувала популярності повільно.
Індійська кухня стала популярною на Тайвані у 2000-х роках. Кількість індійських ресторанів зросла разом із зростанням індійської та більшої південноазіатської спільноти на Тайвані, однак більшість клієнтів індійських ресторанів є місцевими, а індійську їжу також можна знайти в університетських кафетеріях та інших установах.

### Російська
Разом із гоміньданами, які втікали, прибули білі російські біженці, які шукали притулку від російської революції в Китаї. Джордж Елснер заснував перший російський ресторан Café Astoria на Тайвані в 1949 році. Кафе «Асторія» було центром російського експатського життя на Тайвані в перші роки свого існування. Цзян Цзін-го та його росіянка Фаїна Вахрева часто приводили з собою дітей, щоб поїсти туди. Елснер помер без громадянства на Тайвані.

### Скандинавська
Північна кухня високого рівня популярна у великих містах Тайваню, де ресторани пропонують як автентичну скандинавську кухню, так і скандинавську кухню, адаптовану до місцевих інгредієнтів і смаків.

### Гонконзька
Збільшення імміграції з Гонконгу після продемократичних протестів призвело до збільшення уваги до гонконзької кухні разом із злиттям між кухнями Гонконгу та Тайваню. Тайвань вважається безпечною гаванню для жителів Гонконгу, де багато відкривають магазини та ресторани, щоб подавати їжу, яку вони не змогли знайти на Тайвані, або які, на їхню думку, не відповідають стандартам Гонконгу.

### Японська
Тайвань, зокрема Тайбей, вважається одним із кращих японських страв за межами Японії. Це пояснюється спадщиною японського колоніалізму, а також постійним культурним і комерційним обміном.

#### Рамен
Ресторани рамен на Тайвані часто готують унікальні та дивовижні страви з рамену, зокрема дуріан, цілий гігантський ізопода, лапка крокодила та ціла жаба.

### Бірманська
Бірманські та китайські бірманські ресторани переважно розташовані в районі Малої Бірми в Тайбеї. Китайська бірманська імміграція на Тайвань почалася в 1950-х роках.

### Китайська
За десятиліття після відступу Гоміньдану ці регіональні страви еволюціонували та стали частиною тайванської кухні.
Електрична пароварка Tatung була представлена в 1960-х роках і стала основним продуктом тайванських домашніх і ресторанних кухонь. Широке впровадження фуд-корту у 20-му столітті формалізувало більш традиційних лоточників і продавців. Фуд-корти також стали важливою частиною торгових центрів і торгових центрів, які поширилися по всьому Тайваню.
За словами тайванського шеф-кухаря Фу Пей Мея, на Тайвані належним чином зберегли автентичні китайські кулінарні традиції. Ця претензія на автентичність, поширена серед покоління Фу, була частково зумовлена китайськими націоналістичними політичними посланнями Гоміньдану, які виходили далеко за межі кухні. Автентичність регіональної китайської кухні на Тайвані була поставлена під сумнів.

### Сінгапурська
У Тайвані є значна сінгапурська громада. У 2020 році JL Studio у Тайчжуні від сінгапурського шеф-кухаря Джиммі Ліма Тьян Яу був удостоєний другої зірки Мішлена, ставши сінгапурським рестораном з найвищим рейтингом у світі.

## Тайванська кухня за кордоном

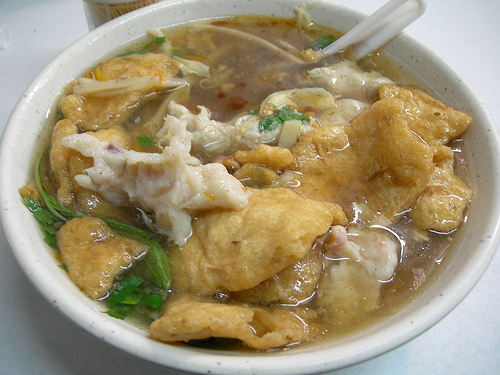
Свинячий кеⁿ, густий суп із тофу та свининою, покритою сурімі

Тайванська кухня поширена у всьому світі. Тайванські кухарі досягли надзвичайного успіху за кордоном, готуючи страви як тайванської, так і міжнародної кухні. Серед відомих кухарів є Андре Чіанг.

### Кулінарна дипломатія
Разом із напівпровідниковою промисловістю, кухня Тайваню є одним із найвидатніших аспектів у міжнародному масштабі. Тайвань використовував кулінарну дипломатію для підтримки свого туристичного сектору та проведення дипломатії в країнах, з якими він має обмежені офіційні зв'язки. У 2010 році Міністерство економіки Тайваню запустило кампанію кулінарної дипломатії вартістю 20 мільйонів фунтів стерлінгів під назвою «Все у хорошому смаку: насолоджуйтеся смаками Тайваню». Він рекламував тайваньські заклади на міжнародному рівні, спонсорував шеф-кухарів, проводив фестивалі та змагання їжі та наголошував на таких елементах, як бульбашковий чай, омлет з устриць і нічні ринки Тайваню. З 2010 року міністерство відправляє кухарів за кордон для популяризації тайванської кухні.

### Сполучені Штати
Тайванські ресторатори-іммігранти значною мірою відповідальні за перехід американської китайської кухні з кантонської кухні на різноманітну кухню, що містить страви багатьох регіонів Китаю. Імміграція тайванських кухарів до Сполучених Штатів почалася в 1950-х роках. У той час кухарі на Тайвані навчалися традиційній китайській місцевій кухні, оскільки це відповідало обраній ідентичності Гоміньдану. Тайванські ресторатори змінили гастрономічний ландшафт багатьох американських міст, у тому числі Нью-Йорка, і запровадили такі інновації, як картинні меню та доставка їжі. Багато іммігрантів до Сполучених Штатів у цей період були народжені в материковому Китаї та втекли до Тайваню разом із Гоміньданом, що відступав, особливо колишні жителі островів Дачен, які були евакуйовані в 1955 році.
Традиційно тайванську кухню було важко відрізнити від китайської та японської за кордоном, оскільки багато тайванських кухарів готували спрощені або вестернізовані версії традиційних тайваньських, японських або китайських страв. У 2018 році спостерігалося стрімке зростання кількості автентичних тайванських ресторанів у Нью-Йорку та по всій країні, що збіглося зі збільшенням інтересу до регіональної китайської їжі та до самого Тайваню. Дехто заперечує проти політично обтяженого включення тайванської кухні під прапор регіональної китайської кухні та зазначає, що це некоректно.
Тайванська американська кухня стає повноцінною кухнею. Myers + Chang у Бостоні був одним із перших ресторанів, які чітко описали свою їжу як таку. У 2018 році шеф-кухар Стефані Ізард, лауреат премії Джеймса Берда, відкрила магазин тайванських закусок/десертів у Чикаго. Тайванська кухня має значну присутність у районі затоки Сан-Франциско. Більшість тайванських ресторанів у районі затоки розташовані в передмістях. Зростаючий інтерес до автентичної тайванської їжі виходить із боку вихідців із країни та другого покоління тайванських американців.
Тайвансько-американська кулінарна книга «Перше покоління» була опублікована Френкі Гоу у 2022 році. У 2023 році Кеті Ервей опублікувала книгу Win Son Presents: A Taiwanese American Cookbook.

## Кулінарна освіта
Історично склалося так, що кулінарна освіта була неформальною: підмайстри багато років навчалися у майстра, перш ніж займатися ремеслом самостійно. Перший курс кулінарії на рівні коледжу було запроваджено в 1986 році в технічному коледжі Даньшуй.

### Кулінарні школи
- Даньшуйський технічний коледж[101]
- Національний Гаосюнський університет гостинності та туризму[101]

## Події
Головним кулінарним шоу Тайваню є Тайванська кулінарна виставка (TКВ). У 2023 році TКВ відбувся у Всесвітньому торговому центрі Тайбея та включав чотири зони: «Смаки для гурманів, кулінарні дослідження, урядовий павільйон та екзотична їжа».

## Подальше читання
- Crook, Steven; Hung, Katy Hui-wen (2018), A Culinary History of Taipei: Beyond Pork and Ponlai, Rowman & Littlefield, ISBN 978-1538101377
- Wei, Clarissa (2023). [[[:Шаблон:GBurl]] Made in Taiwan: Recipes and Stories from the Island Nation]. with Chen, Ivy. New York: S&S/Simon Element. ISBN 9781982198978.
- —————— (3 жовтня 2023). The politics of bubble tea: at last, Taiwanese food is getting the recognition it deserves. The Guardian. Процитовано 13 листопада 2023.